# Beyoncé
Beyoncé Giselle Knowles-Carter (nacida Beyoncé Giselle Knowles; Houston, Texas, 4 de septiembre de 1981), conocida monónimamente como Beyoncé (pronunciación en inglés: /biˈɒnseɪ/ (escucharⓘ)),  es una cantante, compositora, productora, bailarina, actriz, directora, diseñadora y empresaria estadounidense.
En su ciudad natal se presentó a diversos concursos de canto y baile cuando era niña y saltó a la fama a finales de los años 1990 como vocalista principal del grupo femenino de R&B, Destiny's Child. Dirigido por su padre, Mathew Knowles, se convirtió en uno de los grupos femeninos con mayores ventas de la historia. Durante el receso del grupo, Beyoncé debutó en el cine con un papel en la película Austin Powers in Goldmember (2001) y más tarde lanzó su álbum debut Dangerously in Love (2003), el cual la consagró como artista solista en todo el mundo; vendió 11 millones de copias, ganó cinco premios Grammy y contó con los sencillos número uno del Billboard Hot 100, «Crazy in Love» y «Baby Boy».
Tras la disolución de Destiny's Child en 2005, Beyoncé publicó su segundo álbum de estudio, B'Day (2006), que contenía los éxitos «Déjà Vu», «Irreplaceable» y «Beautiful Liar» junto a Shakira. A su vez continuó con su carrera actoral. Fue nominada al Globo de Oro con su papel protagónico en Dreamgirls (2006), y papeles protagónicos en The Pink Panther (2006) y Obsessed (2009). Su matrimonio con el rapero Jay-Z y su actuación como Etta James en Cadillac Records (2008) influyeron en su tercer álbum, I Am... Sasha Fierce (2008), que vio el nacimiento de su alter ego, Sasha Fierce. Obtuvo el récord de mayor número de premios ganados en una noche, seis premios Grammy en 2010, incluyendo canción del año por «Single Ladies (Put a Ring on It)». Beyoncé se tomó un descanso de la música en 2010 y se hizo cargo de la gestión de su carrera; su cuarto álbum 4 (2011) fue en un tono más suave, explorando el funk de los años 1970, el pop de los años 1980, y el soul de los años 1990.
Su quinto álbum de estudio, Beyoncé (2013), fue aclamado por la crítica y se distinguió de sus lanzamientos anteriores por su producción experimental y la exploración de temas más oscuros. Su sexto álbum, Lemonade (2016) también recibió la aclamación de los críticos, quienes lo llamaron su obra más personal y política hasta la fecha y se convirtió en el segundo álbum más vendido de 2016 en todo el mundo. Más tarde lanzó Everything Is Love (2018), un álbum colaborativo con Jay-Z, acreditados conjuntamente como The Carters. Su séptimo álbum, el más reciente, Renaissance (2022) obtuvo aclamación universal de la crítica, y fue este, el álbum que vio a Beyoncé convertirse en la máxima ganadora de grammys en la historia. Con Cowboy Carter (2024) obtuvo igualmente una aclamación universal de la crítica y con este, logró ganar por primera vez el álbum del año en los premios grammy de 2025, cosa que causó mucho revuelo y críticas entre fans de otros artistas nominados y músicos del country, que desacreditaron su álbum, diciendo que no representaba al género.
Una autodenominada «feminista contemporánea», las canciones de Beyoncé se caracterizan a menudo por temas de amor, las relaciones y la monogamia, así como la sexualidad y el empoderamiento femenino. En el escenario, sus dinámicas y altamente coreografiadas actuaciones han llevado a los críticos a aclamarla como una de las mejores artistas de la música popular contemporánea.[cita requerida]
A lo largo de una carrera que abarca 20 años, ha ganado 35 premios Grammy, ha vendido cerca de 200 millones de grabaciones como solista, y otros 60 millones con Destiny's Child, haciendo de ella una de las artistas musicales con mayores ventas en la historia. La Recording Industry Association of America reconoció a Beyoncé como la artista certificada número uno de los Estados Unidos durante la década del 2000.
En 2014 se ubicó en la cima de la lista Celebrity 100 de Forbes, y se convirtió en la artista negra mejor pagada en la historia de la música. También fue incluida en la lista de la revista Time de las 100 personas más influyentes del mundo en 2013 y 2014. El 14 de marzo de 2021 durante la ceremonia de los premios Grammy, hizo historia al convertirse en la artista femenina más galardonada de la historia con un total de 28 premios. Ese mismo año fue incluida en la lista de los 200 artistas más influyentes de los últimos 25 años por la publicación estadounidense Pitchfork. En 2023, en la 65.ª edición de los Premios Grammy recibió cuatro galardones y se convirtió en la mayor ganadora de premios en la historia con un total de 32 premios, superando al director de orquesta Georg Solti que tenía en su haber 31.

## Biografía

### 1981-1996: primeros años e inicios de su carrera
Beyoncé Giselle Knowles nació el 4 de septiembre de 1981 en Houston, Texas, Estados Unidos, hija de Mathew Knowles, un gerente de ventas de Xerox, y Célestine «Tina» Knowles, una diseñadora de vestuario y estilista. El padre de Beyoncé es afrodescendiente y su madre es de ascendencia criolla de Luisiana (africana, nativa americana y francesa). Sus abuelos maternos, Lumis y Agnez Dereon, hablaban francés y criollo de Luisiana. Beyoncé fue bautizada con el apellido de soltera de su madre, Beyincé, como un homenaje hacia ella. Es la hermana mayor de Solange, una cantante-compositora y actriz.
El interés de Beyoncé en la música y la interpretación comenzó después de participar en un concurso de talentos escolar, donde cantó «Imagine», de John Lennon. Ganó el concurso y fue honrada con una gran ovación. A los siete años, Beyoncé comenzó a llamar la atención de la prensa al mencionársela en el Houston Chronicle como candidata para el premio local de artes escénicas The Sammy. En su adolescencia, Beyoncé estudió en la Escuela Preparatoria para las Artes Escénicas y Visuales, en Houston, donde mostró su talento musical. Más tarde, se dirigió a la Alief Elsik High School, también en Houston.
A la edad de ocho años, Beyoncé conoció a LaTavia Roberson en una audición para una banda femenina de entretenimiento. Todas ellas, junto con una amiga de Beyoncé, Kelly Rowland, fueron incluidas en un grupo en donde actuaban rapeando y bailando. Originalmente llamado Girl's Tyme, el grupo se acortó a seis miembros. El productor de R&B de la costa oeste Arne Frager voló a Houston para verlas y se las llevó a su estudio, The Plant Recording Studios, en el Norte de California, en donde se presentó la voz de Beyoncé. Como parte de los esfuerzos para que Girl's Tyme lograse un contrato con un sello discográfico importante, Frager hizo que debutasen en Star Search, el mayor concurso de talentos en la televisión nacional de la época. Girl's Tyme participó en la competición, pero la perdió porque la canción que interpretaron no era buena, según admitiría después Beyoncé. Para poder ocuparse del grupo, el padre de Beyoncé (que en ese momento era un vendedor de equipos médicos) renunció en 1995 a su puesto de trabajo. La decisión redujo los ingresos de la familia de Beyoncé a la mitad y sus padres se vieron obligados a mudarse a apartamentos separados. Poco después de la inclusión de Rowland, Mathew había reducido la alineación original de la banda a cuatro al despedir a tres de sus miembros y admitir a LeToya Luckett en 1993. Hicieron audiciones ante las discográficas y finalmente firmaron con Elektra Records. Se mudaron a Atlanta para trabajar en su primera grabación, que sería anulado por la compañía discográfica en 1995. Con el tiempo, esto causó tensión en la familia, y los padres de Beyoncé se separaron brevemente. En 1996, la familia se reunió y, poco después, las chicas obtuvieron un contrato con Columbia Records.

### 1997-2002: Destiny's Child y estrellato

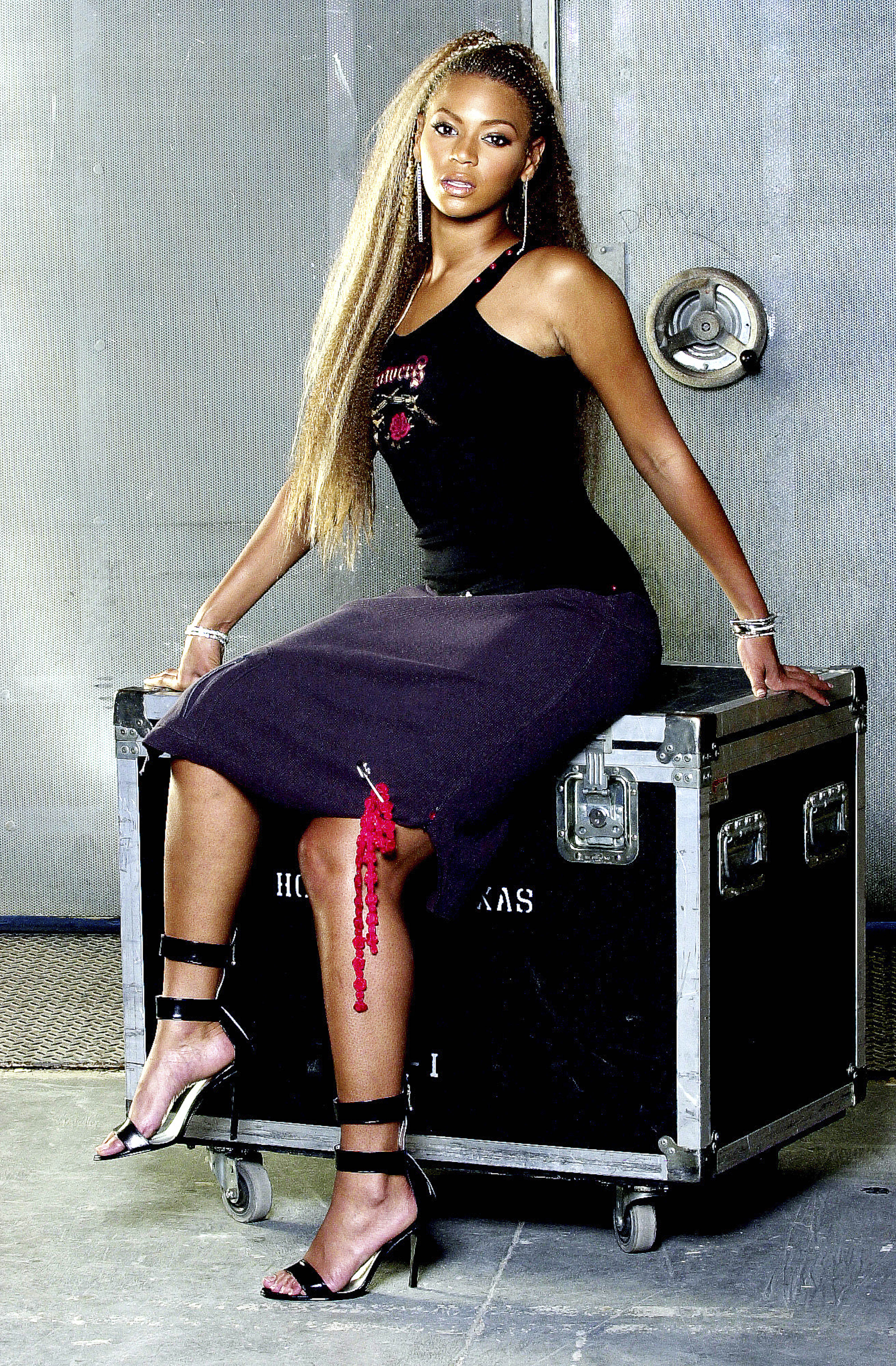
Beyoncé en 2001.

Tras diversas andaduras actuando como telonera en su ciudad natal, LeToya Luckett, Kelly Rowland, Beyoncé Knowles y LaTavia Roberson saltan a la fama como Destiny's Child, en 1997. Ese año, lanzaron su canción debut con un sello importante, "Killing Time", que apareció en la banda sonora de la película Men in Black. Su sencillo debut y primer gran éxito, "No, No, No", precedió a su álbum debut, Destiny's Child (1998), un éxito moderado. El segundo álbum del grupo, The Writing's on the Wall, alcanzó el puesto número cinco en la lista estadounidense de éxitos Billboard 200 y posteriormente logró el estatus de multiplatino en el país. El disco generó los sencillos «Bills, Bills, Bills», «Say My Name» y «Jumpin', Jumpin'»; los dos primeros alcanzaron el primer puesto del Billboard Hot 100 de Estados Unidos.
Con el paso del tiempo, el grupo pasó a ser un trío, quedando solo Beyoncé y Kelly e incorporando a Michelle Williams. A principios de 2001, mientras Destiny's Child estaba terminando de trabajar en su tercer álbum, Beyoncé consiguió un papel protagónico en la película hecha para televisión de MTV Carmen: A Hip Hopera, una interpretación de la ópera del siglo XIX Carmen. El tercer álbum de estudio de Destiny's Child, Survivor, fue lanzado en mayo de 2001; debutó en el número uno en el Billboard 200, vendiendo 663.000 copias en su primera semana. Ese mismo año, Beyoncé, se convirtió en la primera mujer afrodescendiente en recibir el premio «El compositor del año» de la Sociedad estadounidense de Compositores y la segunda mujer en Autores y Editores.[cita requerida]
Tras el lanzamiento de su álbum navideño, 8 Days of Christmas (2001), Destiny's Child anunció una pausa para permitir que cada miembro siguiera carreras en solitario. El grupo ha generado más de 60 millones de discos vendidos en todo el mundo. En 2002, Beyoncé coprotagonizó la película Austin Powers in Goldmember interpretando a Foxxy Cleopatra junto a Mike Myers, para cuya banda sonora grabó su primer sencillo en solitario, «Work It Out».

### 2003-2005: comienzos como solista yDangerously in Love

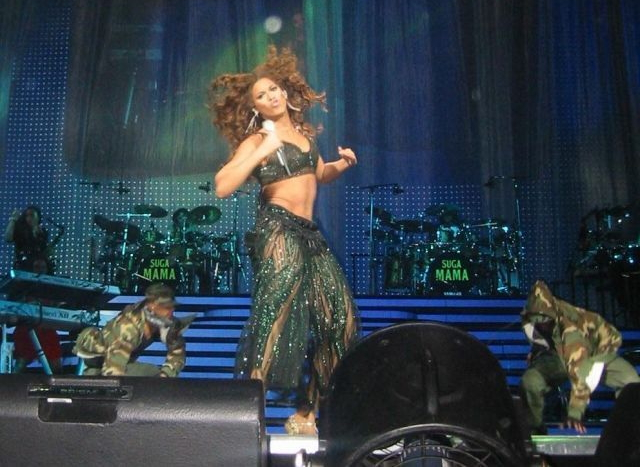
Beyoncé interpretando «Baby Boy», el cual permaneció nueve semanas consecutivas en el número uno del Billboard Hot 100.

En junio de 2003, Beyoncé lanzó su primer álbum de estudio como solista, Dangerously in Love. El álbum se estrenó en el Billboard 200 en la primera semana llegando directamente al primer lugar, con una venta de 317.000 copias en la primera semana. Fue certificado de platino un mes más tarde, el 26 de julio de 2003. El primer sencillo, «Crazy in Love», con la participación especial del rapero Jay-Z, se convirtió rápidamente en uno de los más grandes éxitos de ese verano (y de todo el año), permaneciendo en la cima de la lista Billboard Hot 100 por ocho semanas consecutivas. Dangerously in Love llegó también al número 1 de las listas del Reino Unido y Canadá. El álbum vendió más de 11 millones de copias en el mundo, con 4 millones de copias vendidas únicamente en los Estados Unidos. Cuando su primer sencillo y su álbum alcanzaron el primer lugar en los Estados Unidos y el Reino Unido, Beyoncé se convirtió en la primera artista que lograba esto desde The Beatles, Simon and Garfunkel y Rod Stewart en los años de 1960 y 1970. Beyoncé fue, por lo tanto, una de los artistas que más discos había vendido en 2003.
«Crazy in Love» fue su primer sencillo, el cual contó con la colaboración de Jay-Z, fue coproducido por Beyoncé y Rich Harrison. Jay-Z devuelve a Beyoncé el favor de esta en su éxito «'03 Bonnie & Clyde». Con un ritmo que Beyoncé define como «¡tan potente que te duele el corazón!», «Crazy in Love» trata acerca de ese momento en el que te das cuenta de que te estás enamorando y tienes una pinta extraña, aunque en realidad te da igual. El abandono continúa en «Speechless», producido por Fanatic. «En cuanto escuché el tema me inspiró», admite. «Es muy sexy, muy sensual. El tipo de balada que nunca había hecho hasta ahora. ¡Un tema para aumentar el índice de natalidad!»
A finales de verano, «Baby Boy», el segundo sencillo de Dangerously in Love, tuvo la participación especial de Sean Paul, empezó a aumentar en las listas y se convirtió en uno de los más grandes éxitos de 2003, que dominó las frecuencias de radio en el otoño de 2003: nueve semanas en el primer lugar - una semana más que «Crazy in Love».
El tercer sencillo, «Me, Myself and I», alcanzó el número 4 en Billboard Hot 100 y el top 10 en las listas mundiales. A finales de 2003 se lanzó el cuarto sencillo, «Naughty Girl», con el cual repitió éxito, número 3 en Billboard Hot 100 y en las listas europeas y mundiales.
En la ceremonia de los Premios Grammy en 2004, Beyoncé ganó cinco Grammys por su trabajo en solitario. Estos premios incluían la de mejor actuación vocal femenina, R&B por «Dangerously in Love 2», y mejor álbum de R&B contemporáneo.
En 2004, Beyoncé se volvió a unir a Michelle y Kelly, para realizar el disco Destiny Fulfilled, con el que alcanzaron los primeros puestos en las listas de éxitos con los sencillos «Lose My Breath» y «Soldier». En 2005, para finalizar la carrera del grupo, sacaron #1's, una recopilación de todos sus éxitos con tres nuevas canciones: «Stand Up for Love»; «Check on It», solo Beyoncé con la colaboración de Slim Thug; y «Feel the Same Way I Do». Además, Destiny's Child se embarcó en una gira mundial de conciertos titulada Destiny Fulfilled... and Lovin' It. El grupo anunció que se separaría al final de la gira. Fueron honradas con una estrella en el Paseo de la Fama de Hollywood en marzo de 2006.

### 2006-2007:B'DayyDreamgirls
Continuando con su carrera cinematográfica, Beyoncé coprotagonizó la película La Pantera Rosa interpretando el papel de Xania, una estrella del pop internacional, junto a Steve Martin, quien interpretaba al Inspector Clouseau. La película se estrenó el 10 de febrero de 2006 y debutó en el primer puesto de la taquilla, ingresando 21,7 millones de dólares en ventas de boletos en su primera semana. Beyoncé grabó «Check on It» con Slim Thug para la banda sonora de la película. La canción logró alcanzar el primer lugar en el Billboard Hot 100. A fines de 2005, Beyoncé volvió a poner en espera su segundo álbum después de que consiguiera un papel en Dreamgirls, la adaptación cinematográfica del exitoso musical de Broadway de 1981 sobre un grupo de cantantes de la década de 1960 basado libremente en el grupo femenino de Motown The Supremes. En la película interpretaba al personaje de Deena Jones, basado en la figura de Diana Ross. Lanzada en diciembre de 2006, las estrellas de Dreamgirls fueron Jamie Foxx, Eddie Murphy y Jennifer Hudson. Beyoncé grabó varias canciones para la banda sonora de la película, incluida la canción original «Listen». El 14 de diciembre de 2006, Beyoncé fue nominada por la película a dos premios Globo de Oro: mejor actriz en película musical o comedia y mejor canción original por «Listen».
B'Day es el segundo álbum de Beyoncé como solista y se publicó en todo el mundo el 4 de septiembre de 2006 para coincidir con la celebración del cumpleaños 25 de la cantante. El álbum debutó en el número 1 del Billboard 200 al venderse más de 541.000 copias durante su primera semana de edición, lo que suponía la mayor marca de ventas en una primera semana para Beyoncé como solista. De B'Day se llegó a vender más de 3,2 millones de copias en los Estados Unidos. Este nuevo álbum incluía canciones nuevas coescritas y producidas por Beyoncé. «Déjà Vu» fue el primer sencillo del álbum y contaba con la participación especial del rapero Jay-Z y de Rodney Jerkins. Otros coproductores de B'Day eran: Rich Harrison, The Neptunes y Swizz Beatz. Beyoncé terminó el trabajo sobre su segundo álbum en solitario en dos semanas.
El primer sencillo, «Déjà Vu», logró ingresar en el top 5 de los Estados Unidos y alcanzó el número 1 de R&B en las listas del país. También alcanzó el número uno en el Reino Unido.
El segundo sencillo, «Ring the Alarm», fue lanzado en Internet el 8 de agosto de 2006. El vídeo se lanzó el 16 de agosto en Yahoo.com. El tema trataba sobre la obsesión de ella por no dejar escapar a su pareja, con la que estaba solo por su dinero, por lo que no le interesaba que se llegara a largar con otra, ya que se terminarían para ella los lujos.
Poco después, la diva lanzó su segundo sencillo internacional y tercero en los Estados Unidos llamado «Irreplaceable», el cual ha sido uno de sus mayores éxitos de su carrera, estuvo diez semanas consecutivas en primer lugar en los Estados Unidos. En este tema (que escribió rápidamente después de un día de rodaje de la película Dreamgirls inspirándose en la situación que vivía su personaje, Deena Jones, con su marido) Beyoncé le dejaba claro a su pareja que se podía ir, que no le necesitaba y que no pensaba seguir aguantando a alguien como él.

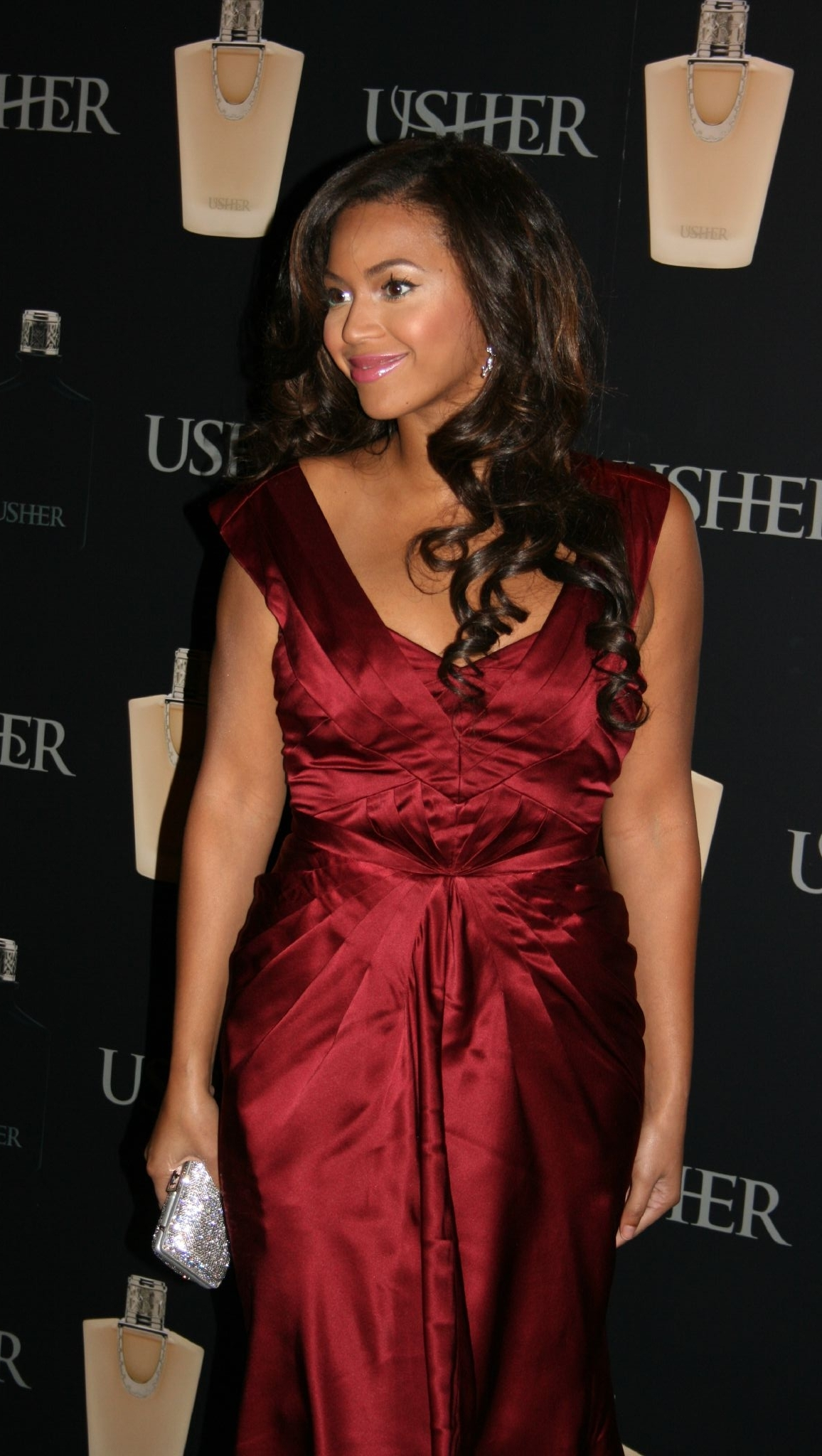
Beyoncé durante el lanzamiento de un producto del cantante Usher en 2007.

«Upgrade U» es el tercer sencillo internacional, y cuarto en los Estados Unidos. La canción contaba con la colaboración musical de Jay-Z y fue lanzada durante el primer cuatrimestre de 2007.
El 3 de abril de 2007, Beyoncé lanzó la Deluxe Edition de B'Day, una edición especial del álbum en versión de disco doble. Fue en la Deluxe Edition que lanzó «Beautiful Liar», una canción que no estaba en la primera edición del álbum. A pesar de las diferentes versiones de la música (incluyendo una versión en solitario de Beyoncé, una versión en español y una remezcla), que resultó solo con la participación de la cantante colombiana Shakira, se convirtió en uno de los grandes éxitos de 2007 (saltó del número 93 al número 3 en el Hot 100 de los Estados Unidos y llegó a ser número uno mundial). En la entrega de los VMA ganó el premio a la mejor colaboración conjunta de 2007.
«Get Me Bodied» y «Green Light» fueron el quinto y sexto sencillo de B'Day (en los Estados Unidos y Europa, respectivamente). De «Get Me Bodied» se hicieron tres versiones. La primera se encontraba en B'Day y la segunda —más extensa— en la Deluxe Edition de B'Day y la elegida para ser incluida en el B'Day Anthology Video Album. La tercera versión era una remezcla de Timbaland con el rapero latino Voltio. Aunque «Get Me Bodied» no había sido el gran éxito de la cantante, entró en el Billboard Hot 100 ocupando posiciones bastante elevadas mucho antes de ser nombrado sencillo.
Beyoncé realizó también vídeos musicales para el resto de las canciones del álbum, salvo para «Resentment». Incluidos en B'Day Anthology Video Album se podía encontrar además el previamente filmado de «Listen» y los de «Beautiful Liar», «Flaws and All» y «Still in Love (Kissing You)». Por otro lado, a «Green Light» se le antepuso un fragmento de la canción «Kitty Kat» (ambos en el álbum B'Day) para hacer el respectivo vídeo con el nombre de «Kitty Kat & Green Light».
Junto a Alejandro Fernández, lanzó la canción «Amor gitano», la cual fue elegida como cortina de la telenovela de la programadora colombiana R.T.I. en asociación con Sony Pictures Television para Telemundo Zorro: la espada y la rosa (2007).
B'Day ha vendido más de 6 millones de copias en todo el mundo. El álbum ha permanecido en las listas alrededor de dos años, convirtiéndose en uno de los discos más vendidos de 2006 y 2007. En los Premios Grammy de 2007 se le concedió a Beyoncé el premio al mejor álbum de R&B contemporáneo por B'Day. Al año siguiente, B'Day recibió dos nominaciones a los premios Grammys, una en la categoría de grabación del año por «Irreplaceable» y otra a la de mejor colaboración vocal de pop para «Beautiful Liar». Beyoncé recibió asimismo una nominación al Grammy por su trabajo en Dreamgirls.

### 2008-2010:I Am... Sasha Fiercey éxito mediático
En noviembre de 2008, la revista Forbes informó que Beyoncé había ganado 80 millones de dólares entre el 1 de junio de 2007 y el 1 de junio de 2008 por sus negocios en la música, las giras, las películas y la moda. Esto la convirtió en la segunda personalidad musical mejor pagada del mundo para este lapso de tiempo. Beyoncé lanzó su tercer álbum de estudio, I Am... Sasha Fierce, mundialmente el 18 de noviembre de 2008, aunque en Japón salió a la venta una semana antes. El disco vendió más de 42.000 copias en su primera semana en Japón, entró en el número 1 en los Estados Unidos con 482.428 copias vendidas y se colocó en el número 1 mundial con un total de 591.000. El álbum cuenta con dos discos, en los que Beyoncé juega con la personalidad de su alter ego, Sasha Fierce. Así, el primer disco (I Am...) cuenta con canciones suaves y dulces, mientras que el segundo disco (Sasha Fierce) incluye temas más rítmicos y agresivos. El álbum llegó a vender más de 2,9 millones de copias en los Estados Unidos y 7 millones de copias en todo el mundo.
«If I Were a Boy» y «Single Ladies (Put a Ring on It)» fueron lanzados como el primer y el segundo sencillo del álbum, respectivamente. El primer sencillo llegó al número 3 de la lista Billboard Hot 100, mientras que el segundo llegó al número uno, y se convirtió en el quinto número 1 de Beyoncé. «Single Ladies» pasó cuatro semanas no consecutivas en el primer puesto de la lista.
En diciembre de 2008, Beyoncé protagonizó la película biográfica musical Cadillac Records como la cantante de blues Etta James. Interpretó «At Last», el exitoso clásico de James, el 20 de enero de 2009 en el Neighborhood Inaugural Ball con ocasión del primer baile de Obama y su esposa Michelle como presidente y primera dama de los Estados Unidos. «Diva» se lanzó como el tercer sencillo en Estados Unidos de I Am ... Sasha Fierce, mientras que «Halo» fue el tercer sencillo internacional y después el cuarto en los Estados Unidos. El primero fue enfocado a las radios urbanas estadounidenses, en cambio «Halo» fue el que más había despuntado llegando al número 3 en la lista mundial, convirtiéndose así en el tercer éxito mundial del álbum.
El 21 de mayo de 2009 se estrenó el vídeo de «Ego». La canción fue enviada a las radios urbanas estadounidenses consiguiendo una gran emisión. La canción entró rápidamente en el top 40 del Billboard Hot 100.
El siguiente sencillo fue «Sweet Dreams». Antes de que el video fuese estrenado la canción ya tenía un gran éxito en Europa y Australia. La canción se posicionó en el número 7 de la lista de éxitos europea, número 5 en Reino Unido y número 5 en Australia. En Estados Unidos la canción debutó en el número 12 de Billboard Hot 100 y poco a poco fue escalando posiciones semana tras semana, lo que logró darle a Beyoncé su cuarto éxito en este disco. En enero de 2009, la revista Forbes clasificó a Beyoncé y Jay-Z como la pareja con mayores ingresos de Hollywood, con un total combinado de 162 millones de dólares. También llegaron a la cima de la lista el año siguiente, con un total combinado de 122 millones de dólares entre junio de 2008 y junio de 2009.
Durante todo 2009, Beyoncé realizó la gira I Am... Tour, la cual resultó un éxito en todos las ciudades del mundo que visitaba. En su visita a España le acompañó la cantante Labuat como telonera. Según Pollstar, con la gira, Beyoncé ingresó 103,2 millones de dólares por sus 97 conciertos. En abril de 2009, Beyoncé protagonizó junto a Ali Larter e Idris Elba la película de suspense Obsessed. La película recaudó 11,1 millones en su primer día de estreno, y terminó su primer fin de semana en el número uno con un total de 28,5 millones ingresados.
En 2009 el disco fue reeditado con nuevas canciones. Los sencillos elegidos para promocionar las reediciones fueron «Broken-Hearted Girl» y «Video Phone». Esta última incluía la colaboración de la cantante Lady Gaga, con la que Beyoncé colaboraría posteriormente en una canción de su disco, The Fame Monster, titulada «Telephone», cuyo video habría de ser uno de los más reproducidos en YouTube. El vídeo musical de «Video Phone» recibió dos nominaciones en los BET Awards de 2010 al vídeo del año y mejor colaboración, ganando en la última categoría el 27 de junio de 2010.
En la 52.ª entrega de los Premios Grammy, Beyoncé recibió diez nominaciones, incluido el de álbum del año para I Am ... Sasha Fierce, el de grabación del año para «Halo» y el de canción del año para «Single Ladies (Put a Ring En It)», entre otros. Beyoncé estableció finalmente el récord de premios Grammy recibidos por una artista femenina en una sola noche, al ganar seis de los diez a los que estaba nominada: por canción del año, por mejor interpretación vocal pop femenina en «Halo», por mejor canción de R&B y por mejor vocalista femenina de R&B en «Single Ladies», por mejor álbum de R&B contemporáneo por I Am... Sasha Fierce y por mejor interpretación de R&B tradicional en «At Last».
El 4 de mayo de 2010 se estrenó el video de «Why Don't You Love Me», cuyo sencillo se encontraba en el Platinum Edition del álbum I Am... Sasha Fierce. Aunque la canción no fue lanzada como sencillo oficial, se las arregló para alcanzar el puesto número 1 de la lista Billboard Dance/Club Play Songs. Recibió un total de cinco nominaciones a los premios MTV Video Music Awards 2010 por su sencillo «Video Phone» en el que Lady Gaga colaboró.

### 2011-2012:4y primer embarazo

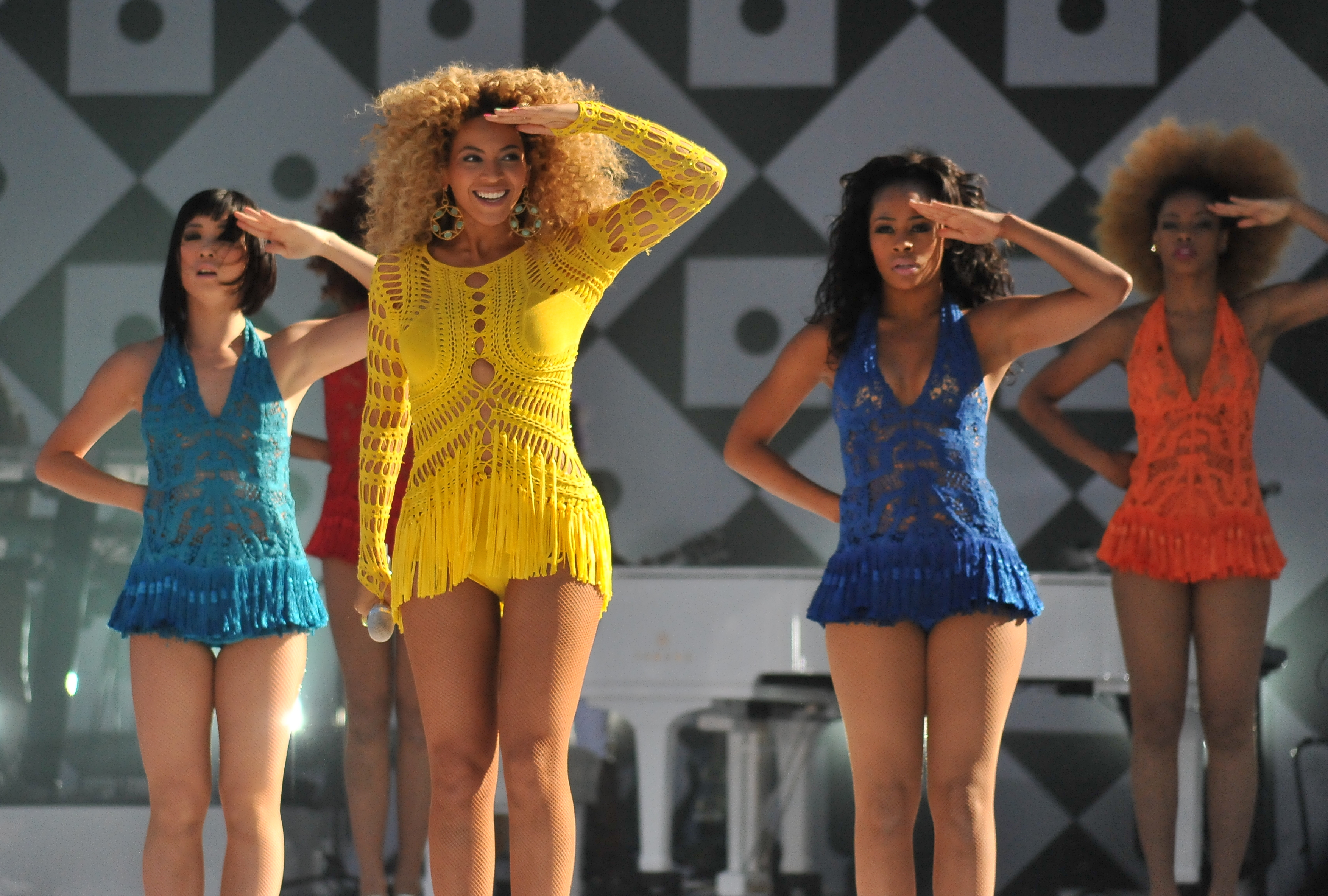
Beyoncé interpretando «Run the World (Girls)» en Good Morning America.

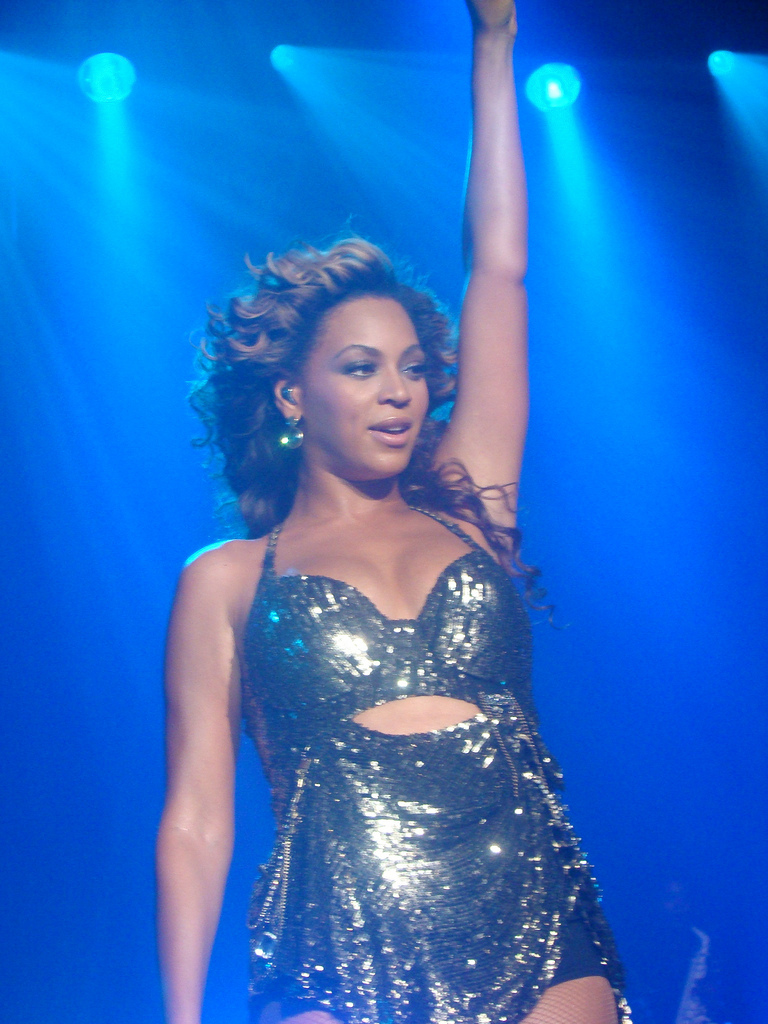
Beyoncé durante «4 noches intimas con Beyoncé» en Nueva York.

En enero de 2011 se reveló que Beyoncé había estado en el estudio con el productor S1, que le dio la noticia a través de su cuenta de Twitter.
Rap-Up había confirmado que el álbum sería lanzado en 2011.
El 21 de abril de 2011 se lanzó «Run the World (Girls)», el primer sencillo de su cuarto álbum de estudio, 4. La canción estuvo disponible en iTunes. El 1 de junio salió a la luz oficialmente su segundo sencillo, «Best Thing I Never Had».
En junio de 2011 el álbum de Beyoncé fue filtrado por la red. Tras varios intentos de suprimir todas las posibles descargas del álbum filtrado, Beyoncé lanzó un mensaje diciendo: «Supongo que muchos lo han descargado al estar ansiosos por escuchar mis nuevas canciones». Finalmente el álbum fue lanzado el 24 de junio de 2011. En julio de 2011 fueron publicados en su Twitter unos dibujos para promocionar el álbum.
En agosto de 2011 publicó su nuevo videoclip para «1+1», y en los MTV Video Music Awards ganó ese mes el premio a la mejor coreografía por «Run the World (Girls)». Después de haber ganado el premio Millenium de Billboard, Beyoncé decidió sacar a la luz tres de sus nuevos videoclips; en primer lugar el de «Countdown», luego «Love on Top» y finalmente «Party». La prensa insinuó que el embarazo de Beyoncé era falso tras ver los nuevos videoclips de la cantante, donde no se veía rastro de su barriga de embarazada. Sin embargo, Beyoncé los desmintió sacando un vídeo donde se reía de estos falsos rumores. El 20 de diciembre de 2011 se informaba que la artista estaba trabajando con The-Dream para grabar nueva música.
En 2012 se publicó un recopilatorio de las Destiny's Child y se mantuvo en recesión debido a mantener el cuidado de su bebé.

### 2013-2015:Beyoncé

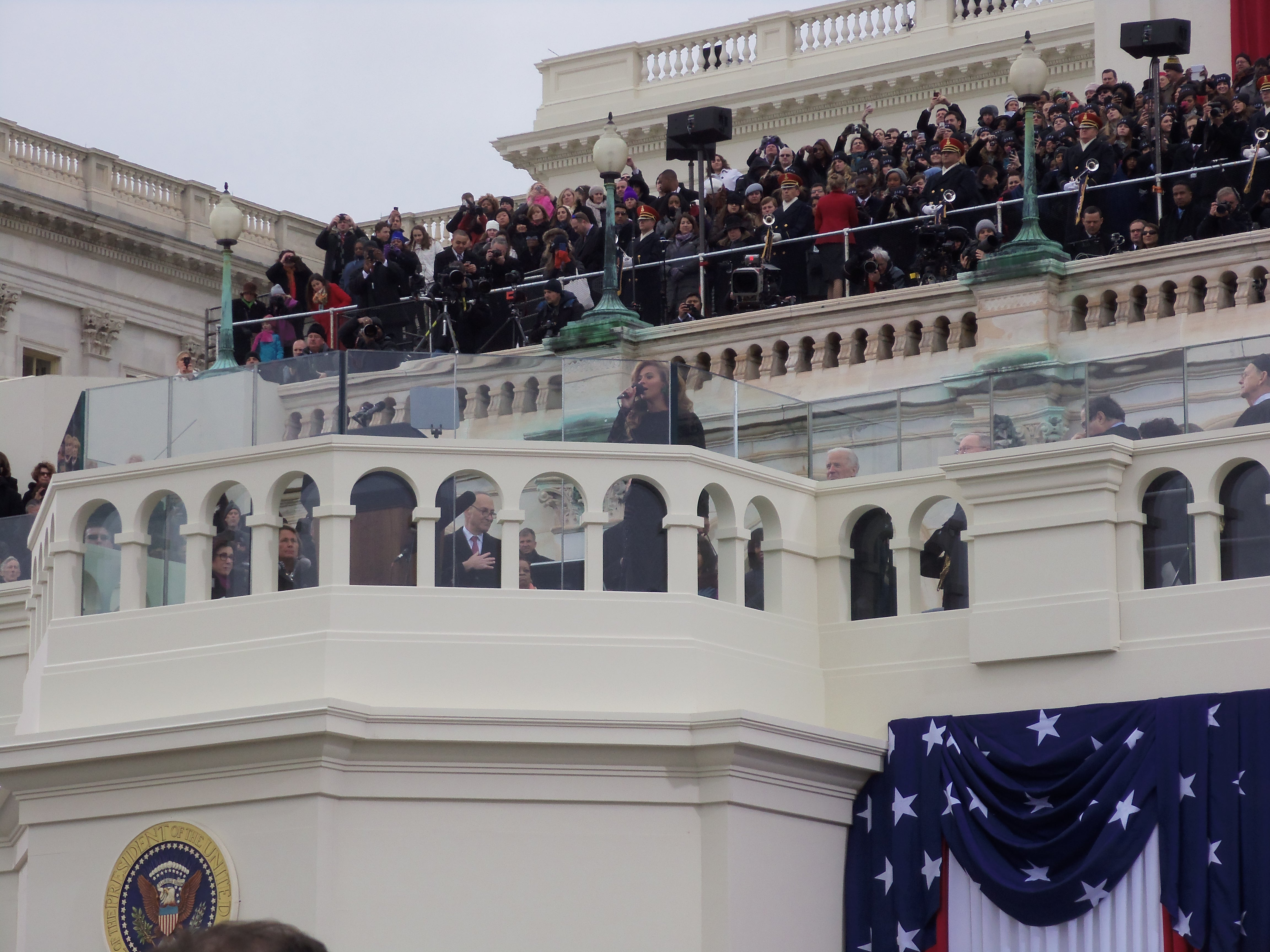
Beyoncé interpretando el Himno Nacional de los Estados Unidos durante la ceremonia de toma de posesión de Barack Obama en 2013.

Durante una entrevista con The Boombox, Ryan Tedder dijo que estaba escribiendo nuevo material para el próximo quinto álbum de estudio de Beyoncé. Esta, además, también estaba trabajando con The-Dream, Kanye West, Hit-Boy, Diane Warren, Miguel, Jay-Z, Swizz Beatz, Missy Elliott, Azealia Banks, Jo'zzy, y Ne-Yo. El 3 de febrero de 2013 encabezó el espectáculo de medio tiempo del Super Bowl XLVII, que se celebró en el Mercedes-Benz Superdome en Nueva Orleans.
El 16 de febrero de 2013 Beyoncé publicó un largometraje documental en HBO, Beyoncé: La vida no es más que un sueño. En la película, producida y dirigida por la propia Beyoncé, se incluían escenas de su infancia, su papel como madre y mujer de negocios, grabando en el estudio, ensayando para las actuaciones en directo, y equilibrar su vida familiar, incluyendo su regreso a los escenarios tras el nacimiento de su hija Blue Ivy, situaciones complicadas en su vida y el despido de su padre como mánager. En el documental también se incluían partes de su presentación en Atlantic City. Beyoncé también prestó su voz a la reina Tara en el filme de animación en 3D Epic, que fue estrenada por 20th Century Fox el 24 de mayo de 2013.
Después de realizar dichos trabajos cinematográficos, a través de una entrevista luego de su presentación en el Super Bowl, Beyoncé anunció las primeras fechas para el The Mrs. Carter Show World Tour, gira mundial en donde la cantante encabezaría la lista de las giras más recaudadoras de 2013 con una pantalla rectangular gigante, un arnés que la llevaría a una segunda tarima en medio de la multitud, y una serie de vestuarios y coreografías que sorprendieron a miles de personas en América del Norte, Europa, Oceanía y Sudamérica; pero aun en los nuevos proyectos de la gira, Beyoncé continuó con su trabajo discográfico y decidió dar a conocer su nuevo álbum sorpresa.
El 12 de diciembre de 2013, Beyoncé —que en anteriores álbumes fue blanco de filtraciones— decidió publicar por sorpresa su quinto álbum. Ha sido un trabajo al que la cantante le ha puesto su propio nombre, compuesto por 14 canciones y 17 vídeos musicales. La artista rodó en todo el mundo durante un año y medio, pero la grabación inicial comenzó después de que los escritores y productores se reuniesen bajo un mismo techo en los Hamptons, enclave de playa de Nueva York, en el verano de 2012 para vivir juntos, trabajar juntos y sumergirse en su mundo y en su cabeza.
Los fanes que han crecido con la artista, lo suficientemente maduros y con experiencia de relacionarse con el contenido y las experiencias compartidas, inspiraron la música, con temas que exploran el amor, la pérdida, el miedo, la ira, la honestidad, la felicidad, la sexualidad y la confianza.
Luego de anunciar su nuevo álbum Beyoncé, la cantante decidió anunciar más fechas para el The Mrs Carter Show World Tour 2014 y dar a conocer su nuevo álbum con un repertorio y vestuario completamente distinto. Las nuevas fechas se extendieron hasta Europa y fue uno de los conciertos en finalizar la venta de la boletería en pocos minutos y recaudar finalmente 229,7 millones de dólares. El álbum debutó en la cima del Billboard 200, dando a Beyoncé su quinto álbum consecutivo número 1 en los Estados Unidos. Esto hacía de ella la primera mujer en la historia de las listas en tener sus primeros cinco álbumes de estudio debut en el número 1. Beyoncé recibió elogios de la crítica y el éxito comercial fue inmediato, vendiendo un millón de copias digitales en todo el mundo en solo seis días; aunque The New York Times señaló poco convencional el lanzamiento del álbum de forma inesperada y como poco significativa. Musicalmente el álbum trataba de temas más oscuros inexplorados en su obra anteriormente, como «la bulimia, la depresión postnatal, los miedos e inseguridades del matrimonio y la maternidad».
El sencillo «Drunk in Love» (con Jay-Z) alcanzó el número 2 en el Billboard Hot 100. En abril de 2014, Beyoncé y Jay-Z anunciaron oficialmente su gira On the Run Tour en los Premios Grammy de 2014, su primera gira que decidieron realizar juntos. En los premios BET 2014, Beyoncé interpretó «XO», su segundo sencillo, y se convirtió en la artista más premiada en la historia de los BET Awards cuando ganó tres premios, uno a la mejor artista femenina en R&B/Pop, a la mejor colaboración (con Jay-Z para «Drunk in Love») y el Premio Fandemonium, votado por sus fanes. El 24 de agosto de 2014 recibió el Premio de Vídeo Vanguard en los MTV Video Music Awards, en donde se llevó además tres premios competitivos a casa: mejor video con un mensaje social y mejor cinematografía para «Pretty Hurts», así como mejor colaboración para «Drunk in Love». Además de haber recibido el premio Honorífico Michael Jackson, realizó en los Video Music Awards una de las mejores presentaciones de la noche con una recopilación de todos sus videos de su último álbum.

### 2016-2018:Lemonade

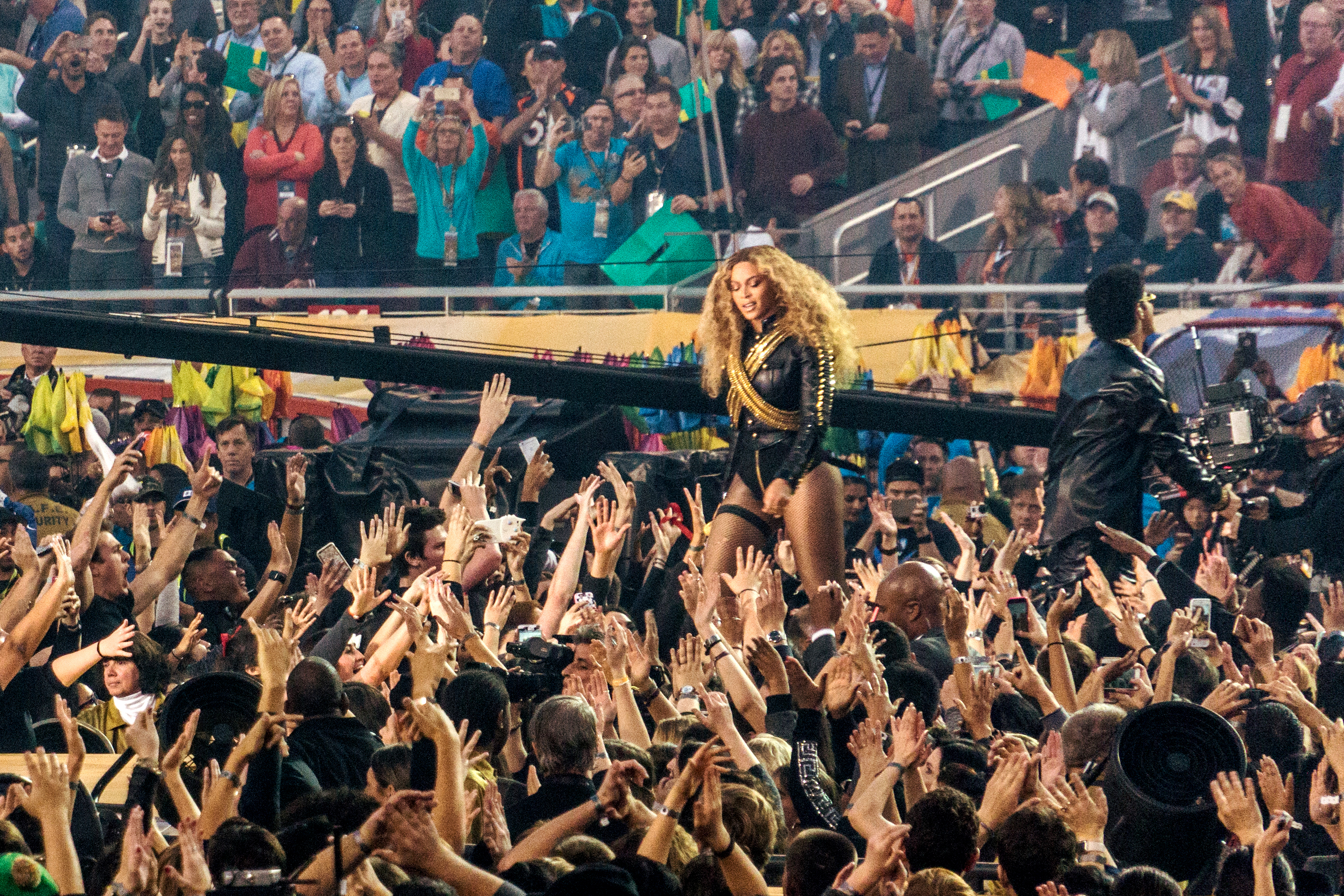
Beyoncé durante el espectáculo de medio tiempo del Super Bowl 50.

El 6 de febrero de 2016, Beyoncé lanzó «Formation» y su video musical que lo acompañaba fue lanzado exclusivamente en la plataforma de transmisión de música Tidal; la canción se puso a disposición para su descarga gratuita. El sencillo fue presentado en vivo por primera vez durante el espectáculo de medio tiempo del Super Bowl 50. La aparición fue considerada polémica ya que parecía hacer referencia al 50.º aniversario del Partido de las Panteras Negras y la Liga Nacional de Fútbol Americano prohibía hacer declaraciones políticas en sus actuaciones. Inmediatamente después de la presentación, Beyoncé anunció The Formation World Tour, que destacó las paradas tanto en América del Norte como en Europa. Terminó el 7 de octubre, con Beyoncé presentando a su esposo Jay-Z, Kendrick Lamar, y Serena Williams para el último show. La gira fue una de las más recaudadas de su carrera y pasó a ganar el «Tour del año» en la 44.ª edición de los American Music Awards.
El 16 de abril de 2016, Beyoncé lanzó un clip teaser para un proyecto llamado Lemonade. Resultó ser una película de una hora que se emitió en HBO exactamente una semana después; un álbum correspondiente con el mismo título fue lanzado el mismo día exclusivamente en Tidal. Lemonade debutó en el número 1 de la estadounidense Billboard 200, lo que colocaba a Beyoncé como la primera artista en presentar en cartelera una película que colocaba sus primeros seis álbumes de estudio debut en la cima de la tabla; rompió un récord previamente vinculado con DMX en 2013. Con las 12 pistas de Lemonade debutando en la lista Billboard Hot 100, Beyoncé también se convertía en la primera artista femenina en listar 12 o más canciones al mismo tiempo. Además, Lemonade se transmitió 115 millones de veces a través de Tidal, estableciendo un récord para el álbum más transmitido en una sola semana por una artista femenina en la historia. Fue el tercer álbum más vendido en 2016 en los Estados Unidos con 1,554 millones de copias vendidas en ese período dentro del país así como el álbum más vendido en todo el mundo con ventas mundiales de 2,5 millones durante todo el año.
Lemonade se convirtió en su obra más aclamada por la crítica hasta la fecha, recibiendo la aclamación universal según Metacritic, un sitio web que recopila reseñas de críticos de música profesionales. Varias publicaciones musicales incluyeron el álbum entre los mejores de 2016, incluido Rolling Stone, que enumeró Lemonade en el número 1. Las imágenes del álbum fueron nominadas en 11 categorías en los MTV Video Music Awards de 2016, la mayor cantidad recibida por Beyoncé en un solo año, y ganó ocho premios, incluido el de vídeo del año por «Formation». Las ocho victorias hicieron de Beyoncé la artista más premiada en la historia de los VMA (superando así a Madonna). Beyoncé ocupó el sexto lugar como Persona del año en 2016 por la revista Time.
Cabe destacar su show en agosto de 2016 en Barcelona, siendo la primera mujer negra en llenar el Estadi Olimpic Lluís Companys. Cerca de 50.000 espectadores asistieron.
En enero de 2017 se anunció que Beyoncé encabezaría el Festival de Música y Artes de Coachella Valley. Esto haría que Beyoncé se convirtiera en la segunda artista de cabecera femenina de color del festival desde su fundación en 1999. Más tarde se anunció el 23 de febrero de 2017 que Beyoncé ya no podría actuar en el festival debido a las preocupaciones del médico con respecto a su embarazo. Los propietarios del festival anunciaron que encabezaría el festival de 2018. Tras el anuncio de la salida de Beyoncé de la lista del festival, los precios de los boletos cayeron un 12%, sin embargo fue reemplazada por Lady Gaga.
En la 59ª entrega de premios Grammy en febrero de 2017, Lemonade lideró las nominaciones en nueve categorías, incluidas las de álbum, grabación y canción del año para Lemonade y «Formation», respectivamente, y finalmente ganó dos, la de mejor álbum contemporáneo urbano por Lemonade y la de mejor video musical por «Formation». Adele, al ganar su Grammy por álbum del año, declaró que Lemonade era monumental y merecía el premio.
El 13 de junio de 2017, Beyoncé dio a luz a los mellizos Rumi y Sir Carter en el Ronald Reagan UCLA Medical Center en Los Ángeles (California). En septiembre de 2017, Beyoncé colaboró con J Balvin y Willy William para lanzar una remezcla de la canción «Mi gente». Beyoncé donó todas las ganancias de la canción a organizaciones benéficas para afectados de huracanes por el huracán Harvey y el huracán Irma en Texas, México, Puerto Rico y otras islas del Caribe.
El 1 de noviembre de 2017 se confirmó que Beyoncé le pondría voz al personaje de Nala en El rey león, de Jon Favreau, cuyo estreno estaba previsto para el 19 de julio de 2019. El 10 de noviembre, Eminem lanzó «Walk on Water» con Beyoncé como primer sencillo de su álbum Revival. El 30 de noviembre, Ed Sheeran anunció que Beyoncé aparecería en la remezcla de su canción «Perfect». «Perfect Duet» fue lanzado el 1 de diciembre de 2017. La canción alcanzó el número 1 en los Estados Unidos.
El 4 de enero de 2018 se lanzó el video musical de la canción «Family Feud», una colaboración que Beyoncé hizo en el álbum 4:44, de Jay-Z. El vídeo fue dirigido por Ava DuVernay.
El 1 de marzo de 2018, DJ Khaled lanzó «Top Off» como el primer sencillo de su próximo álbum Father of Asahd, con Beyoncé, su esposo Jay-Z y Future. Al día siguiente, Beyoncé, por medio de Instagram, invitó a los fanáticos a unirse a ella en un plan de dieta vegana de 22 días en preparación para su próxima actuación en Coachella.
El 5 de marzo de 2018, una gira conjunta con el esposo de Beyoncé, Jay-Z, se filtró en Facebook. La información sobre la gira se eliminó más tarde. La pareja anunció oficialmente la gira conjunta como On the Run II Tour el 12 de marzo y simultáneamente lanzó un avance para la gira en YouTube. El 20 de marzo de 2018, la pareja viajó a Jamaica para filmar un video musical dirigido por Melina Matsoukas.
El 14 de abril de 2018, Beyoncé hizo su aparición en el primero de dos fines de semana como la actuación principal del Festival de Música de Coachella. Su actuación del 14 de abril, a la que asistieron 125.000 asistentes, fue inmediatamente elogiada, con múltiples medios que la describieron como histórica. La actuación se convirtió en la más tuiteada sobre una actuación en un primer fin de semana, así como en la actuación en vivo más vista de Coachella y la actuación en vivo más vista en YouTube de todos los tiempos. El programa rindió homenaje a la cultura negra, específicamente a universidades y universidades históricamente negras y presentó una banda en vivo con más de 100 bailarines. También hubo una reunión de Destiny's Child durante el espectáculo, en el cual estuvo la hermana de Beyoncé, Solange Knowles, que acompañó su hermana bailando una de las canciones de la actuación.
El 6 de junio de 2018, Beyoncé y su esposo Jay-Z dieron inicio a la gira On the Run II en Cardiff, Reino Unido. Diez días después, en su actuación final en Londres, la pareja presentó Everything Is Love, su álbum de estudio conjunto, acreditado bajo el nombre de The Carters, e inicialmente disponible exclusivamente en Tidal. La pareja también lanzó el video para el sencillo principal del álbum, "Apeshit", en el canal oficial de YouTube de Beyoncé. Everything Is Love recibió críticas generalmente positivas y debutó en el número dos en el Billboard 200 de EE. UU., Con 123,000 unidades equivalentes a álbumes, de las cuales 70,000 fueron ventas de álbumes puros. El 2 de diciembre de 2018, Beyoncé junto a Jay-Z encabezaron el Global Citizen Festival: Mandela 100 que se celebró en el estadio FNB en Johannesburgo, Sudáfrica. Su actuación de dos horas, tenía conceptos similares al On the Run II Tour y Beyoncé fue elogiada por sus atuendos, que rindieron homenaje a la diversidad de África.

### 2019-2021:Homecoming,The Lion KingyBlack Is King

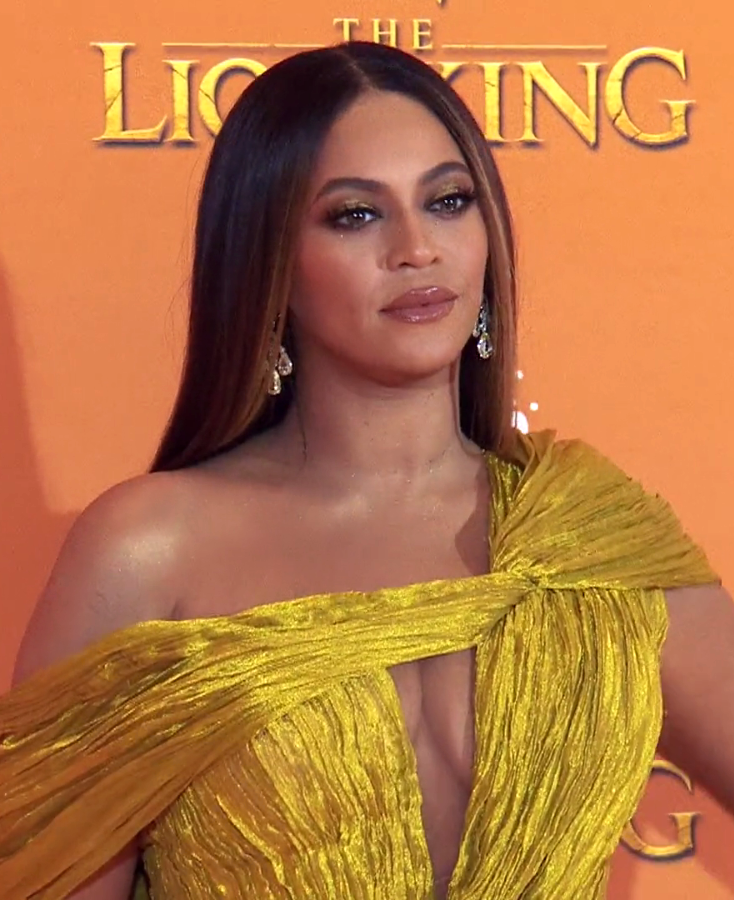
Beyoncé en el estreno europeo de El rey león 2019

Homecoming, una película documental y concierto centrada en las actuaciones históricas de Beyoncé en Coachella de 2018, fue estrenada en Netflix el 17 de abril de 2019. La película fue acompañada por el álbum en vivo, Homecoming: The Live Album. Más tarde se informó que Beyoncé y Netflix habían firmado un acuerdo de $60 millones para producir tres proyectos diferentes, uno de los cuales es Homecoming. Homecoming recibió seis nominaciones en los 71° Premios Primetime Creative Arts Emmy.
Beyoncé protagonizó el papel de voz en off de Nala en la versión de El rey león que se lanzó el 19 de julio de 2019. En marzo de 2017, el director Jon Favreau declaró que Beyoncé era su mejor opción para el papel, y que el estudio y él estarían dispuestos a hacer lo que fuera necesario para acomodar su apretada agenda. El 1 de noviembre de 2017, su papel fue confirmado en un anuncio oficial. Beyoncé aparece en la banda sonora de la película, lanzada el 11 de julio de 2019, con una versión de la canción "Can You Feel the Love Tonight" junto a Donald Glover, Billy Eichner y Seth Rogen, que originalmente fue compuesta por Elton John. Además, una canción original de la película de Beyoncé, "Spirit", fue lanzada como el sencillo principal de la banda sonora y The Lion King: The Gift, un álbum lanzado junto a la película, producido y dirigido por Beyoncé. Beyoncé llamó a The Lion King: The Gift un "cine sonoro". También afirmó que el álbum está influenciado por todo, desde R&B, pop, hip hop y Afro Beat. Las canciones fueron producidas adicionalmente por productores africanos, lo que Beyoncé dijo fue porque "la autenticidad y el corazón eran importantes para ella", ya que la película se desarrolla en África.
Durante una entrevista para The Wall Street Journal, publicada en febrero de 2020, la madre de Beyoncé, Tina Lawson, reveló que la cantante había tomado prestadas algunas de sus obras de arte para un nuevo proyecto que ya estaba en desarrollo. El 29 de abril de 2020, Beyoncé apareció en el remix de la canción "Savage" de Megan Thee Stallion, marcando su primer material musical para el año, la canción alcanzó el número uno en el Billboard Hot 100. El 19 de junio de 2020, Beyoncé lanzó "Black Parade". El 23 de junio, siguió el lanzamiento de su versión de estudio con una versión a capela. Black Is King, un álbum visual basado en la música de The Lion King: The Gift, se estrenó en Disney Plus el 31 de julio de 2020. Producida por Disney y Parkwood Entertainment, la película fue escrita, dirigida y producida por Beyoncé. Disney describe la película como "una memoria de celebración para el mundo sobre la experiencia de ser negros". La película recibió elogios de la crítica, por la dirección de Beyoncé, la cinematografía, la partitura, el diseño de vestuario, la temática y temas culturales.

### 2022-presente:RenaissanceyCowboy Carter

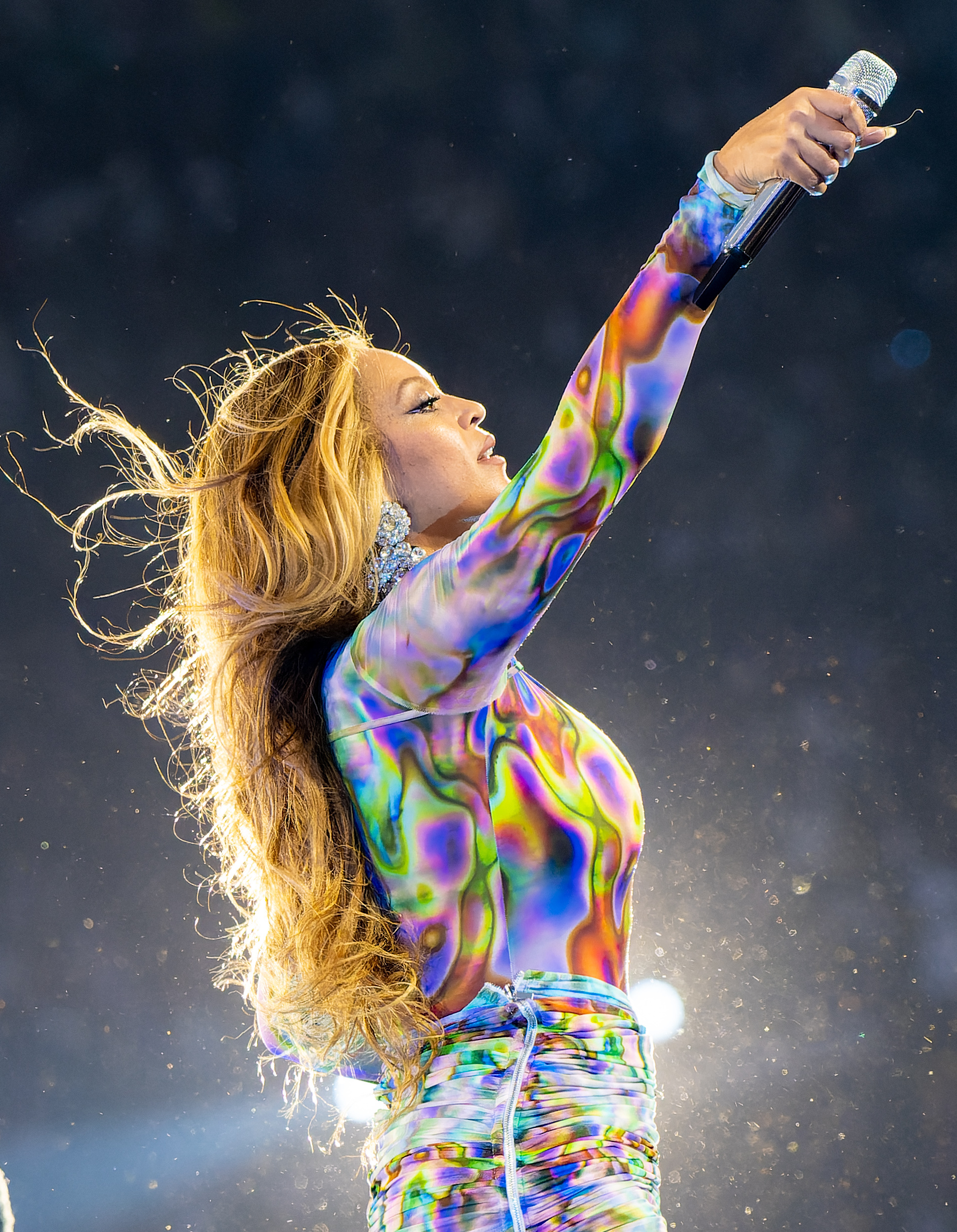
Beyoncé actuando durante el Renaissance World Tour.

El 9 de junio de 2022, Beyoncé eliminó sus fotos de perfil en varias plataformas de sus redes sociales, lo que generó especulaciones de que lanzaría nueva música. Días después, Beyoncé provocó más especulaciones a través de su cuenta de Twitter de BeyGood, una organización sin fines de lucro, que insinuaba su próximo séptimo álbum de estudio. El 15 de junio, Beyoncé anunció oficialmente su séptimo álbum de estudio, Renaissance. El álbum que bebe de los sonidos, house y disco, fue publicado el 29 de julio de 2022.
El 21 de junio de 2022, publicó el sencillo principal del álbum, «Break My Soul». La canción entró directo al número uno de la lista estadounidense Billboard Hot 100 y se convirtió en el vigésimo sencillo de la artista en posicionarse entre los diez primeros puestos dentro de la lista. Al hacerlo, Beyoncé se unió a Paul McCartney y Michael Jackson como los únicos artistas en la historia del Hot 100 en lograr al menos veinte primeros diez puestos como solista y diez puestos como miembro de un grupo. El segundo single fue «Cuff It», al que siguió «America Has a Problem». A continuación se embarcó en la gira mundial Renaissance World Tour entre Europa y Norteamérica, desde mayo a octubre de 2023. Tras finalizar la etapa europea, Billboard reportó que la gira ya había generado más de $154 millones con tan sólo 21 fechas realizadas, siendo la primera artista femenina en cuatro años en tener una gira con los reportes de ingresos más altos del mercado.
Tras el final de la gira, anunció el estreno en cines de la película de concierto que lleva como título Renaissance: A Film by Beyoncé. Fue estrenada el 1 de diciembre de 2023, junto con un sencillo promocional inédito «My House». Está dirigida, escrita y producida por la propia cantante y distribuida mediante AMC Theaters como resultado de un acuerdo directo, la cinta funge como una integración documental del proceso creativo del séptimo álbum de estudio de la intérprete, Renaissance (2022), y grabaciones inéditas del desarrollo de su novena gira musical, Renaissance World Tour.
El 12 de febrero de 2024, coincidiendo con la Super Bowl LVIII, anunció junto a Verizon, su octavo álbum de estudio y el segundo álbum de la trilogía, el conocido como Act II que lleva como nombre: Cowboy Carter. Siguiendo el anuncio, además, publicó los dos primeros sencillos del álbum titulados: «Texas Hold 'Em» y «16 Carriages». El álbum, que mezcla sonidos country, fue publicado el 29 de marzo de 2024. El álbum alcanzó el número uno en las listas de Billboard Billboard 200 y Top Country Albums, entre otras, convirtiéndose la primera artista femenina afroamericana en lograrlo.
En julio, NBC lanzó dos comerciales promocionales con Beyoncé para su cobertura de los Juegos Olímpicos de Verano de 2024 en París, Francia. Con las canciones, «Ya Ya» y «Just For Fun», presentó a todo el equipo olímpico de EE. UU. y a la gimnasta Simone Biles, como protagonista. En octubre, Levi's lanzó una campaña global de cuatro partes con Beyoncé titulada "Reiimagine" que se extenderá hasta 2025 y se centrará en la historia femenina de la empresa, utilizando la canción «Levi's Jeans». El anunció acumuló en redes sociales durante el primer mes más de 2.4 billones de impresiones. En diciembre, encabezó el primer NFL Christmas Gameday Halftime Show, donde interpretó por primera vez en directo, canciones de Cowboy Carter.
Beyoncé volvió a retomar su papel de voz como Nala en la película de acción real de Disney,  Mufasa: el rey león (2024), precuela de la anterior. En la 67.ª edición de los Premios Grammy en 2025, se convirtió en la primera artista negra en cincuenta años en ganar las cuatro principales categorías de country, y la primera artista negra en ganar en la categoría de mejor álbum de country. También ganó por primera vez en la categoría Álbum del año. Beyoncé anunció una nueva gira en apoyo a su octavo álbum, Cowboy Carter Tour que comenzó el 28 de abril de 2025, por ciudades de Estados Unidos y  Europa.

## Arte

### Voz y composición de canciones
Beyoncé posee un registro vocal de mezzosoprano que abarca más de tres octavas. A menudo se la ha identificado como la pieza central de Destiny's Child. Jon Pareles de The New York Times comentó que Beyoncé tenía la voz que definía al grupo, «aterciopelada pero agria, con un aleteo insistente y una técnica vocal rebosante de soul». Otros críticos alababan su rango y poder. En la revisión de su segundo álbum B'Day, Jody Rosen de la revista Entertainment Weekly escribió: «Beyoncé Knowles es una tormenta disfrazada de cantante. En su segundo álbum en solitario, B'Day, las canciones llegan en enormes ráfagas de ritmo y emoción, con la voz de Beyoncé cabalgando sobre ritmos retumbosos; tendrías que buscar a lo largo y ancho —tal vez en los salones de la Ópera Metropolitana— para encontrar una vocalista que cante con más fuerza bruta. [...] Nadie —ni R. Kelly, ni Usher, por no hablar de sus rivales divas del pop— puede igualar el genio de Beyoncé de saber arrastrar sus líneas vocales en contra de un ritmo de hip hop». Chris Richards, de The Washington Post escribió: «[...] Pero incluso cuando está dando rodeos, se eleva por encima de sus imitadoras. Está todo en su voz, un instrumento sobrehumano capaz de puntuar cualquier ritmo con susurros que te ponen los pelos de punta, o de rugidos perforadores de una diva. Afectada, despechada, amorosa, antagónica. Beyoncé canta desde todos estos puntos de vista con virtuosismo innegable, pero sin la convicción requerida».
La música de Beyoncé es generalmente R&B y pop, aunque también ha incorporado el soul, el hip hop y el funk en sus canciones. El Daily Mail se refería a la voz de Beyoncé como «versátil», capaz de explorar los géneros del power ballad, el soul, tonadas de rock, florituras operísticas y el hip hop. Al tiempo que publicaba sus canciones en inglés, Beyoncé registró también varias canciones en español para el EP Irreemplazable (2007) y el relanzamiento de B'Day. Antes de grabarlas, Beyoncé fue guiada en la pronunciación por el productor estadounidense Rudy Pérez.

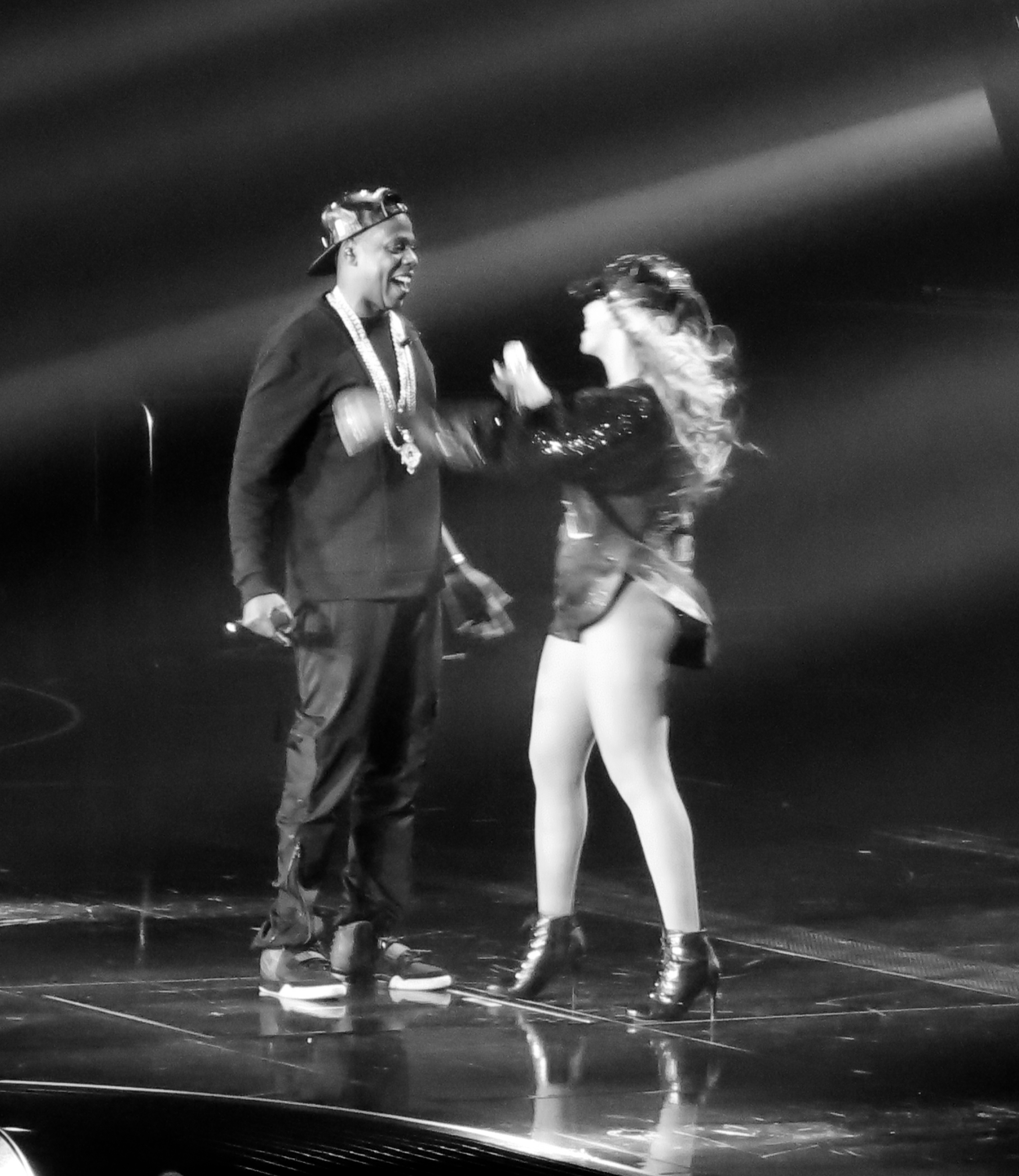
Beyoncé junto a su esposo Jay-Z en 2013.

Desde Destiny's Child, Beyoncé ha estado implicada artísticamente en su carrera. Recibió los créditos de coescritora para la mayoría de las canciones grabadas por el grupo, así como sus esfuerzos en solitario. Conocida por escribir composiciones temáticas personales impulsadas por el empoderamiento femenino, Beyoncé ha declarado que con su relación con Jay-Z, algunas de sus ideas habían cambiado sobre cómo los hombres y las mujeres se relacionaban entre sí, lo que ayudó a la transición de escribir canciones como «Independent Women» y «Survivor» a componer temas como «Cater 2 U», en donde canta sobre traerle las pantuflas y prepararle el baño a su hombre. Algunas de sus canciones son autobiográficas, que ella ha admitido que se han tomado de experiencias personales, así como la de sus amigos. Beyoncé también ha recibido la coproducción de créditos para la mayoría de los registros en los que ha estado involucrada, sobre todo durante sus esfuerzos como solista. Sin embargo, no formula el ritmo por sí misma, sino que viene con melodías e ideas durante la producción para compartirlas con los productores.
Beyoncé fue reconocida como compositora durante su integración en Destiny's Child en la década de 1990 y principios de la década del 2000. Ganó en 2001 el premio como compositora pop del año en la American Society of Composers, Authors and Publishers Pop Music Awards, convirtiéndose así en la primera afrodescendiente y segunda escritora de canciones femenina en lograr tal hazaña. Beyoncé fue la tercera mujer en tener créditos de composición en tres canciones número 1 en un mismo año («Irreplaceable», «Grillz» de Nelly con Paul Wall y Ali & Gipp, y «Check on It»), después de Carole King en 1971 y Mariah Carey en 1991. Está empatada con la compositora estadounidense Diane Warren como la tercera mujer con nueve canciones compuestas por ella y que fueron sencillos número uno.

### Influencias

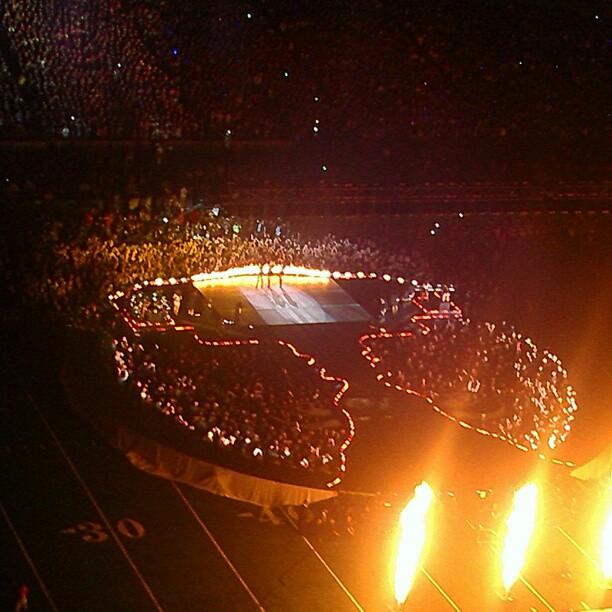
Beyoncé junto al resto del grupo Destiny's Child durante el espectáculo de medio tiempo del Super Bowl XLVII.

Beyoncé acredita a Michael Jackson como su mayor influencia musical y un ídolo. Beyoncé también menciona a Diana Ross como otra de sus influencias, porque «es una artista versátil: una gran actriz, una buena cantante, y una mujer hermosa y elegante. Es una de las pocas cantantes capaces de pasarse hacia películas realmente buenas».
Sus influencias musicales incluyen entre otros a Tina Turner, Prince, Lauryn Hill, Aaliyah, Selena, Mary J. Blige, Whitney Houston, Janet Jackson, Anita Baker y Rachelle Ferrell. Beyoncé acredita además a Mariah Carey y su canción «Vision of Love» de influir en ella para comenzar a perseguir una carrera como músico. Se inspira también en las mujeres Oprah Winfrey y la primera dama Michelle Obama. Beyoncé dice acerca de Winfrey: «es la definición de la inspiración y una mujer fuerte. Cuando estoy cerca de ella, quiero ponerme de pie, pronunciar mis palabras adecuadas, y saberlas articular».

### Escenario
En 2006, Beyoncé presentó su banda de gira femenina Suga Mama, que incluía bajistas, bateristas, guitarristas, trompetistas, tecladistas y percusionistas. Hicieron su debut en los BET Awards 2006 y reaparecieron en los vídeos musicales «Irreplaceable» y «Green Light». La banda acompañó a Beyoncé en la mayoría de las subsiguientes actuaciones en vivo, incluyendo su gira de conciertos de 2007 The Beyoncé Experience, I Am... Tour (2009–2010), The Mrs. Carter Show World Tour (2013–2014) y The Formation World Tour (2016).
Beyoncé recibió elogios por su presencia en el escenario y actuaciones en directo. Jarett Wieselman del New York Post colocó a Beyoncé en el número 1 en su lista de las cinco mejores cantantes y bailarinas como «la megaestrella que dedica constantemente todo su ser en su trabajo». En la revisión de su I Am... Tour, Renee Michelle Harris, de South Florida Times escribió que Beyoncé era la «dueña del escenario con su marca de arrogancia e intensidad; mostrando su poderosa voz sin perder una sola nota, a menudo mientras está ejerciendo las danzas vigorosas y perfectamente ejecutadas. [...] nadie, ni Britney ni Ciara ni Rihanna, puede ofrecer lo que ella hace, un servicio completo de voz, movimientos y presencia». Barbara Ellen de The Guardian escribió: «[...] Sea por carismática y llena de soul, o por burlona y coqueta, Beyoncé está, por encima de todo, al cargo. Probablemente la que más “al cargo” está de entre todas las artistas femeninas que he visto sobre el escenario». Alice Jones, de The Independent escribió: «[...] ver a Beyoncé cantar y lucirse puede sentirse, en el mejor de los casos, impresionante, y en el peor de los casos, alienante. Se toma su papel como artista tan en serio que es casi demasiado bueno». Tamara Hardingham-Gill del Daily Mail escribió: «Muchos expertos de la industria creen en Beyoncé como el próximo Michael Jackson. Si bien es demasiado temprano para este tipo de comparaciones, sin duda demostró que es una de las artistas con más talento de entre todos y bien puede pasar a la historia como tal».
Los críticos han elogiado a Beyoncé por sus interpretaciones vocales. Al revisar una de sus actuaciones, Jim Farber del Daily News escribió: «Justo con el tema de apertura, “Crazy in Love”, Beyoncé dió muestras de su poderío. Al terminarse el riff de viento, la cantante planeaba con facilidad atlética sobre la melodía de la canción. La forma en que Beyoncé utilizaba su cuerpo, intensificaba el sentido del triunfo. Con su cabello cardado al estilo Medusa, una pelvis en perpetuo movimiento y las piernas lo suficientemente largas como para enorgullecer a la mismísima Tina Turner, la presencia de Beyoncé puntuaba su canto como un signo de exclamación». Stephanie Classen de The StarPhoenix declaró «[...] pero Beyoncé no es una intérprete corriente. Desde un principio, la fuerza motriz de 27 años de edad se elevó por encima de todos los trucos, dominando el espectáculo como una princesa sexy extraterrestre. Nada más que los orígenes extraterrestres podrían explicar esa voz. [...] [Beyoncé] podría darle muchas vueltas a cualquier estrella pop de hoy». Los editores de Newsday escribieron «[...] que demuestra que una coreografía caliente y unas voces fuertes no tienen por qué ser excluyentes entre sí. [...] No hay por qué preocuparse de la sincronización de labios aquí [...]».

### Alter ego
Conocida por ser «sexy, seductora y provocativa» cuando actúa en el escenario, Beyoncé ha declarado que había creado su alter ego Sasha Fierce para separar con ese personaje su personalidad real. Describió a Sasha como «demasiado agresiva, demasiado fuerte, demasiado atrevida [y] muy sexy», indicando: «No soy para nada como ella en la vida real. No soy coqueta y súper confiada y valiente como ella. Lo que siento en el escenario no lo siento en ningún otro lugar. Es una experiencia fuera del cuerpo. He creado mi personaje para protegerme, para que cuando vuelva a casa no tenga que pensar sobre lo que había hecho. Sasha no soy yo. Las personas que me rodean saben quién soy yo en realidad». A pesar de que Sasha nació durante el rodaje de «Crazy in Love», Beyoncé presentó su alter ego con el lanzamiento de su tercer álbum I Am... Sasha Fierce (2008). En febrero de 2010 anunció en una entrevista con la revista Allure que se sentía lo suficientemente confortable con ella misma como para no necesitar más a Sasha Fierce.

## Imagen pública
Touré, de la revista Rolling Stone, dijo que desde el lanzamiento de Dangerously in Love, «[Beyoncé] se ha convertido en un símbolo sexual transversal al estilo de Halle Berry». Al mismo tiempo que declaraba que «me gusta vestir sexy y conducirme como una dama», Beyoncé ha dicho que su forma de vestir en el escenario es «absolutamente para el escenario». Los medios de comunicación a menudo utilizan el término «Bootylicious» (un acrónimo de las palabras trasero y delicioso), para describir a Beyoncé debido a sus curvas. El término fue ampliamente difundido por el sencillo de mismo título de Destiny's Child, y se ha agregado al Oxford English Dictionary.
Como alguien que le gusta la moda, Beyoncé utiliza diferentes estilos y trata de armonizarlos con la música en el escenario, de acuerdo con el diseñador de moda italiano Roberto Cavalli. La madre de Beyoncé coescribió un libro en 2002 publicado y titulado Destiny's Style: Bootylicious Fashion, Beauty and Lifestyle Secrets From Destiny's Child, un relato de cómo la moda tuvo un impacto en el éxito de Destiny's Child. En el B'Day Anthology Video Album se mostraba numeroso material de archivo orientado a la moda, que representaba desde lo clásico hasta el estilo contemporáneo del vestuario. La revista People reconoció a Beyoncé como la celebridad mejor vestida de 2007.
En 2006, la organización por los derechos animales, PETA, ha criticado a Beyoncé por usar abrigos de piel y el uso de pieles en su línea de ropa, House of Deréon. La organización dijo que previamente habían intentado comunicarse con Beyoncé a través de faxes, cartas y reuniones fuera de sus conciertos. Sin embargo, y ante la falta de respuesta, PETA la confrontó en una cena en Nueva York. Durante el lanzamiento del segundo álbum de la cantante pop Rihanna, A Girl like Me, muchos críticos advirtieron que su imagen era demasiado similar a la de Beyoncé. Algunos medios incluso afirmaron que Jay-Z la formó para que fuera una réplica de Beyoncé.
El color de piel más claro y el vestuario de Beyoncé ha generado críticas de parte de la comunidad afrodescendiente. Emmett Price, profesor de música en la Northeastern University, escribió en 2007 que cree que la raza juega un papel en muchas de estas críticas, diciendo que las celebridades blancas que visten de manera similar no atraen tantos comentarios.

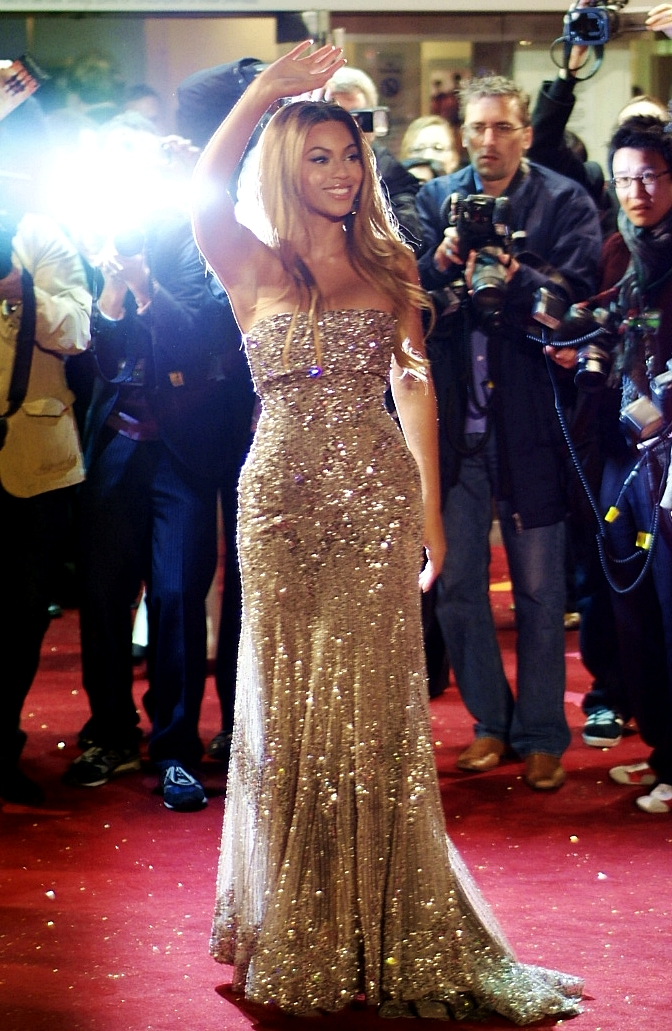
Beyoncé en el estreno de Dreamgirls en 2007.

En 2007, Beyoncé se apareció en la portada de la revista Sports Illustrated Swimsuit Issue, la primera mujer no modelo y no atleta que representan sobre el tema y la segunda modelo afrodescendiente en aparecer después de Tyra Banks. En el mismo año, Beyoncé apareció en carteles y periódicos de los Estados Unidos en actitud de estar fumando un cigarro con boquilla clásica. Tomado de la contraportada de B'Day, la imagen provocó la respuesta de un grupo antitabaco, afirmando que ella no tenía necesidad de estar fotografiada con un cigarro «para que parezca más sofisticada». Beyoncé tiene varias figuras de cera de sí misma en el Museo de Cera de Madame Tussauds en las principales ciudades de todo el mundo, incluyendo Nueva York, Washington D. C., Ámsterdam, Bangkok, y Hollywood.
En marzo de 2009 se hicieron comparaciones entre la moda de Beyoncé y la de la cantante de R&B Ciara cuando se lanzó el vídeo musical de su sencillo «Love Sex Magic». En el vídeo, Ciara es vista con un leotardo negro y gafas metálicas, similares a los utilizados por Beyoncé en los vídeos de «Single Ladies (Put a Ring on It)» y «Diva». Sin embargo, Ciara dijo que sus equipos fueron «inspirados por los espectáculos de Las Vegas» a los que asistía. En septiembre de 2010, Beyoncé hizo su debut como modelo de pasarela en el desfile de moda Primavera/Verano 2011 de Tom Ford. En febrero de 2011, la revista Los Angeles Times coloca a Beyoncé en el número 25 de su lista sobre las 50 mujeres más hermosas en el cine. En el mismo mes, Beyoncé apareció en la portada de la edición de marzo de la revista de moda francesa L'Officiel, en honor del 90.º aniversario de la revista y en homenaje al músico nigeriano Fela Kuti. Apareció con la cara maquillada de negro y maquillaje tribal que ha generado críticas de los medios de comunicación. En un comunicado difundido por un portavoz de la revista, se dijo que la mirada de la cantante estaba «lejos de la glamurosa Sasha Fierce» y se explicó que se trataba de «una vuelta a sus raíces africanas, como se puede ver en la imagen, en la que su rostro estaba voluntariamente oscurecido». En junio de 2011, Beyoncé se convirtió en la primera intérprete solista femenina importante en aparecer en el escenario Pirámide en más de veinte años, durante el Festival de Glastonbury en Inglaterra. La revista Men's Health la nombró como una de las «100 mujeres más calientes de todos los tiempos», situándola en su ranking en el número 33.

## Vida personal
Beyoncé había admitido en diciembre de 2006 que durante los momentos turbulentos dentro de Destiny's Child en 2000 había experimentado una depresión por un cúmulo de luchas sobrevenidas: las marchas publicitadas de LeToya Luckett y LaTavia Roberson, por las cuales fue atacada públicamente por los medios de comunicación, críticos y blogs por ser la causante de la escisión del grupo, y el abandono que sufrió por parte de su novio con el cual llevaba siete años de relación.
La depresión fue tan grave que duró un par de años, manteniéndose en su habitación durante días y negándose a comer. Beyoncé dijo que luchó para hablar sobre su depresión ya que el grupo Destiny's Child acababa de ganar su primer premio Grammy y temía que nadie la pudiera tomar en serio con su depresión. Todos estos sucesos la hicieron cuestionarse a sí misma y quiénes eran sus amigos al describir su situación: «Ahora que era famosa, tenía miedo de que nunca encontrara a nadie que me amara por mí misma. Tenía miedo de hacer nuevos amigos». Recordaba a su madre, Tina Knowles, por decirle para ayudarla a salir de la depresión: «¿Por qué crees que nadie te va a amar? ¿Se te olvidó lo bella, inteligente y dulce que eres?».
Desde 2002, Beyoncé empezó una relación amorosa con el rapero Jay-Z, con quien había colaborado en varias ocasiones. Los rumores sobre el romance comenzaron a circular después de que Beyoncé colaborase en «'03 Bonnie & Clyde». A pesar de los persistentes rumores sobre su relación, se mantuvo muy discretamente. En 2005 comenzaron rumores sobre matrimonio en la pareja. Beyoncé cerró las especulaciones afirmando que ella y Jay-Z no se casarían aún.
El 4 de abril de 2008, Beyoncé y Jay-Z se casaron en la ciudad de Nueva York. Beyoncé no se mostró públicamente con su anillo de bodas hasta el concierto de Fashion Rocks el 5 de septiembre de 2008, en la ciudad de Nueva York. Antes de casarse, Beyoncé y Jay-Z fueron nombrados como una pareja poderosa entre las 100 personas más influyentes de la revista Time en 2006.
Forbes clasificó en 2010 a Beyoncé en el número dos de su lista de las 100 celebridades más poderosas e influyentes del mundo; así como ser la intérprete musical más poderosa e influyente del mundo.

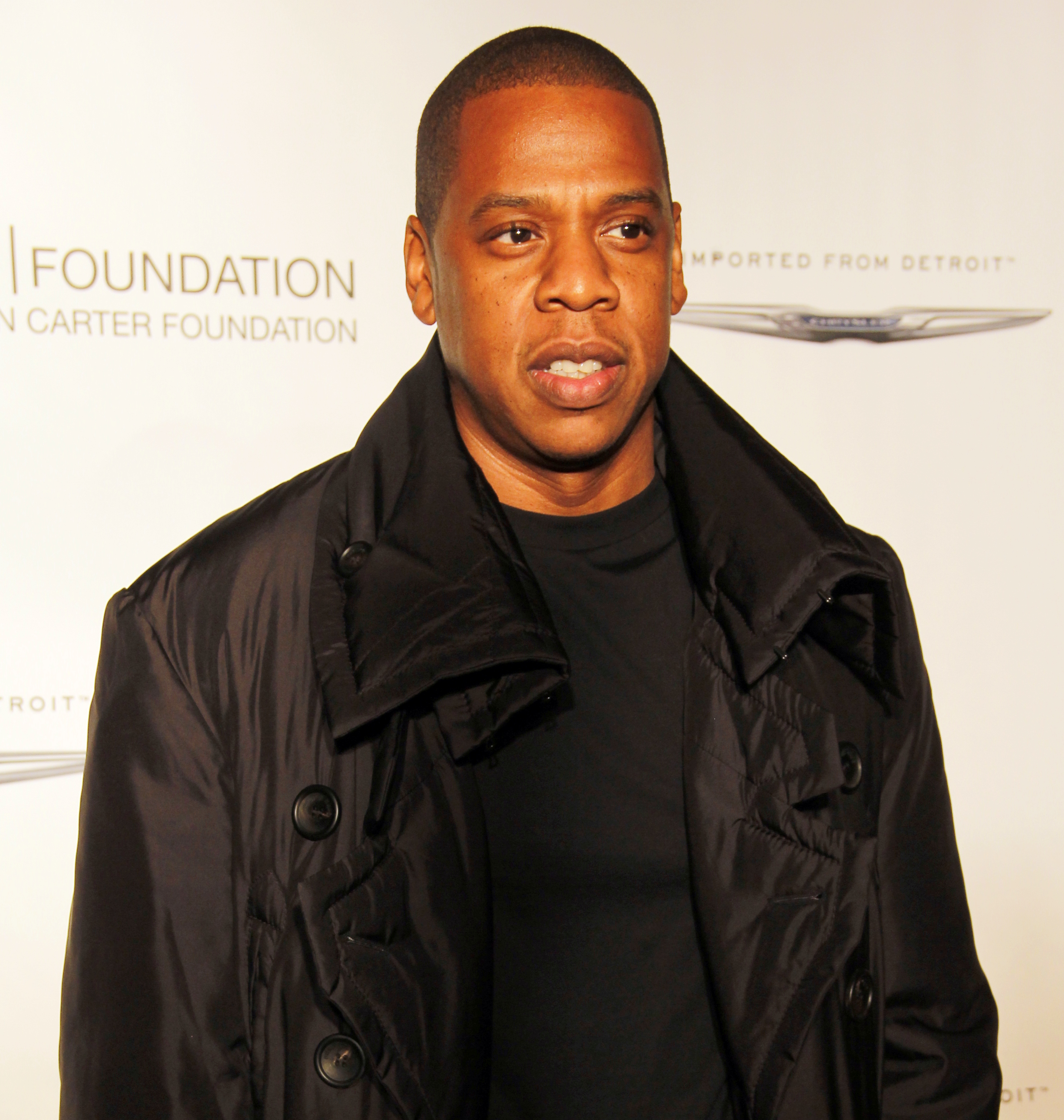
Jay-Z, esposo de Beyoncé, en 2011.

El 28 de agosto de 2011 anunció durante su actuación en los MTV Video Music Awards su primer embarazo, fruto del matrimonio con el rapero Jay-Z.
El 7 de enero de 2012 daba a luz a su primera hija llamada Blue Ivy Carter, confirmando así que estaba en el momento más estable de toda su vida.
Conocidos como «la primera pareja musical mil millonaria», Beyoncé y Jay-Z fueron la primera pareja en la historia de la música en alcanzar semejante cifra, siendo valorados por más de mil millones de dólares en 2013.
Beyoncé y Jay-Z han puesto en marcha a principios de 2015 un servicio de comida vegana a domicilio después de probar las bondades de ese menú.
Es hermanastra de la actriz Bianca Lawson.
El 1 de febrero de 2017 anunció en su cuenta de Instagram que estaba embarazada de gemelos. El 14 de julio, a través de una comentada foto en Instagram, presentó a sus mellizos Sir y Rumi Carter, el día en que los pequeños cumplían un mes.

## Legado

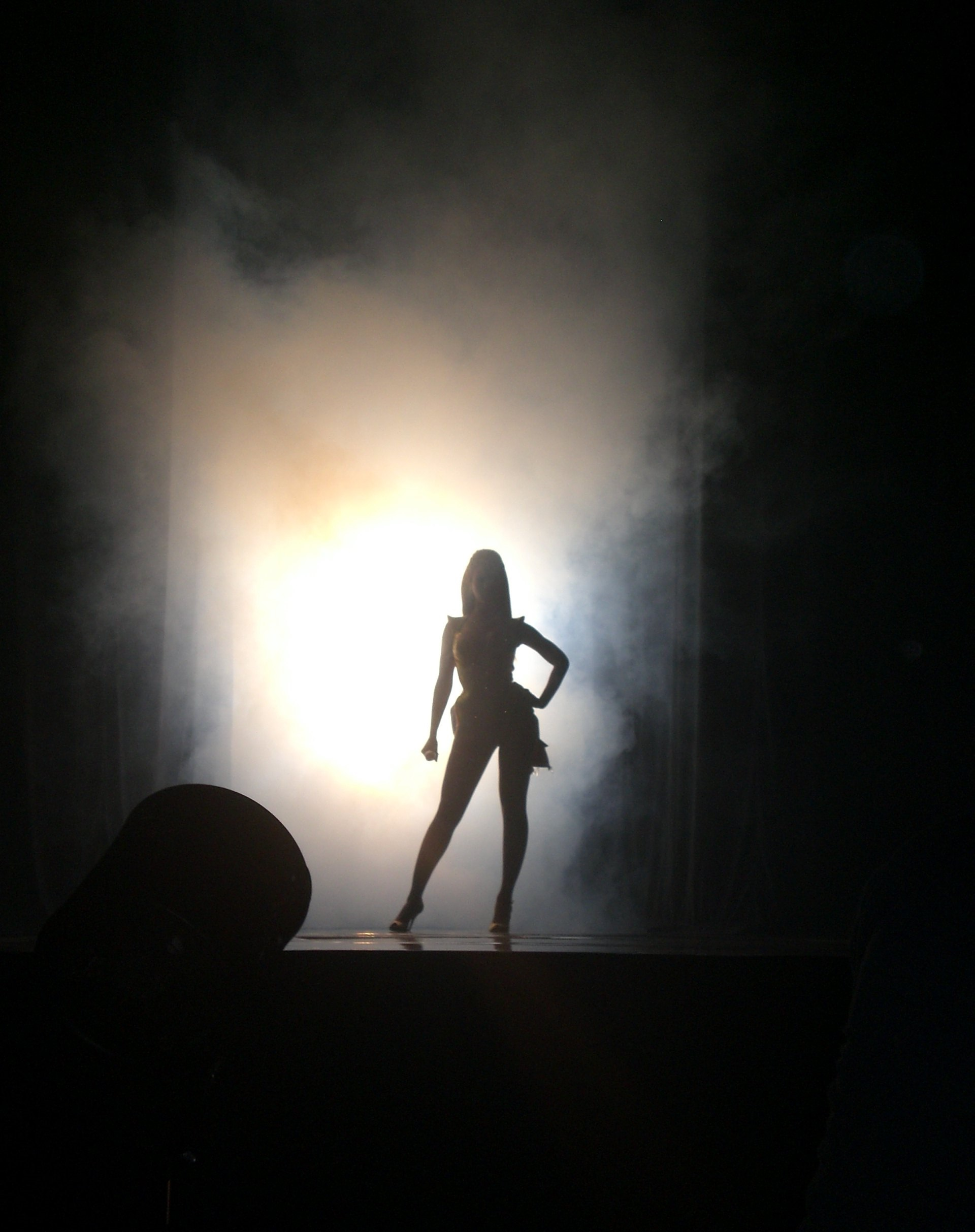
Silueta de Beyoncé durante el I Am... Tour en 2009.

La cantante, está considerada como una de las figuras de mayor impacto en la cultura del siglo XXI; en 2024, la revista Billboard la nombró la artista pop más grande del siglo XXI. El trabajo de Beyoncé inspiró a muchos artistas contemporáneos, entre ellos a Rihanna, Alexandra Burke, Leona Lewis, Angy Fernández, Jessie J, Nicki Minaj, JoJo, Nicole Scherzinger e Isabela Moner. Minaj ha citado a Beyoncé como uno de sus ídolos y la admira por ser «tan motivadora». Adele también ha declarado que Beyoncé era la mayor de sus ídolos y ha revelado a la revista Rolling Stone que sus habilidades vocales la inspiró en numerosas ocasiones. También reveló que se inspiró en el alter ego de Beyoncé, Sasha Fierce, para crear su propio personaje de Sasha Carter. La mezcla de Sasha Fierce y la tardía ícono country June Carter es el personaje que se sacaba cada vez que necesitaba darse una inyección de confianza. Trey Songz, Keri Hilson, Jazmine Sullivan y Miranda Lambert también han mencionado que son fanes de la música de Beyoncé. Kelly Rowland reveló en una entrevista con MTV News que Beyoncé fue uno de los artistas en que se inspiró durante la grabación de su segundo álbum en solitario. Miley Cyrus le dijo a la revista Seventeen que le gustaría ser como Beyoncé: «ella es la mujer definitiva. La miras y no piensas “me pregunto cómo será su vida personal”. La miras y concluyes “esa chica en el escenario es una superestrella”. No te importa nada más, solo te importa su música. Así espero que me sea en el futuro». La actriz Gwyneth Paltrow reveló al Harper's Bazaar en el Reino Unido que estudió mucho a Beyoncé en sus conciertos en vivo mientras aprendía a convertirse en una intérprete musical en la película Country Strong (2010). En el año 2015 una joven actriz y cantante en ascenso Isabela Moner, iniciando en la televisión para Nickelodeon se inspiró en Beyoncé para cantar su versión cover de Halo, lanzamiento en su interpretación con un videoclip musical muy hermoso elaborado con la dirección de Kurt Csolak para su álbum debut de música Pop "Stopping Time" grabado en The Hamptons, Nueva York con el sello de la discografía Broadway Records. Isabela reveló para la revista JJJ «Hice una versión de 'Halo' porque amo a Beyoncé, y sonaba bien con muchos de mis instrumentos favoritos, como el uke. Y pensé en publicarlo en honor a los Halo Awards este fin de semana».
Katy Perry dijo a la revista InStyle que miraba a Beyoncé en busca de «inspiración vanguardista», y afirmó que había adoptado de ella sus piernas brillantes. Debbie Harry, vocalista de Blondie, reveló que estaba decepcionada de que nunca se haya convertido en una «megaestrella» como Beyoncé, y le dijo a la revista Billboard que «la tentación de ser tan gran artista e intérprete como Beyoncé [es] tan fantástico. Me encantaría hacer algunas de esas cosas. Su trayectoria con las canciones es fenomenal; me gustaría que tuviéramos igual de tantos éxitos». Durante una entrevista con Extra, a Simon Cowell y L.A. Reid se les pidió su opinión sobre Beyoncé. Cowell dijo: «ambiciosa, muy talentosa y competitiva. Define esta nueva generación de lo que yo llamo superestrellas del pop, y todas ellas eran entonces niñas. Es como una nueva súper especie, que literalmente quiere gobernar el mundo». Reid agregó: «puede ser el artista vivo más talentoso, sin duda», comentario con el que Cowell estuvo rotundamente de acuerdo.
El 29 de septiembre de 2011, «Crazy in Love» fue número uno en la lista de VH1 de los 100 mejores canciones de la década del 2000. El vídeo de «Single Ladies (Put a Ring on It)» ha alcanzado fama por su intrincada coreografía, que se ha acreditado por haber iniciado «la primera gran moda de baile tanto del nuevo milenio como de Internet». Beyoncé reveló que la inspiración para el video le vino de una rutina de Bob Fosse en 1969, titulada «Desayuno mexicano», vista en The Ed Sullivan Show, que presentaba a la esposa de Fosse, Gwen Verdon, bailando con otras dos mujeres. Esto provocó una legión de imitaciones y parodias de hombres y mujeres de todo el mundo, incluidas las de los célebres Justin Timberlake, Joe Jonas, Tom Hanks, y el presidente de Estados Unidos, Barack Obama. El video musical recibió nueve nominaciones en los MTV Video Music Awards 2009 y finalmente ganó el premio por el video del año y dos premios adicionales, a pesar de que su pérdida en la categoría de mejor video femenino a favor de «You Belong with Me» de Taylor Swift, diera lugar a una controversia durante el transcurso de la ceremonia.

## Logros
Beyoncé se ha convertido como la cantante solista más premiada de la historia. Habiendo vendido más de 200 millones de discos en todo el mundo (y 60 millones adicionales con Destiny's Child), es una de las artistas musicales con más ventas de todos los tiempos. En 2023, la revista Rolling Stone la coloca en el puesto número 8 de su lista de Los 200 mejores cantante de la historia. En 2024, se convirtió en la artista femenina con más certificaciones de la RIAA de la historia.
Beyoncé ha ganado 35 premios Grammy, tanto como solista como miembro de Destiny's Child y The Carters, lo que la convierte en la persona con más premios ganados de la historia. También es la artista más nominada en la historia de los premios Grammy con 99 nominaciones. Tiene el récord de más premios Grammy ganados por una artista femenina en una noche con seis premios. También, Beyoncé ha ganado 30 premios MTV Video Music Awards, igualando a Taylor Swift con la mayor cantidad en la historia de la entrega de premios.
En noviembre de 2009, Beyoncé fue nombrada artista de la década por The Observer En diciembre de 2009, la revista Billboard clasificó a la cantante la segunda artista de la década de 2000 y la nombró la artista femenina más exitosa de la década de 2000, así como Top Radio Songs Artist de la década. Beyoncé también se clasificó 11 en la lista de la revista Billboard de los Top 50 R&B/Hip hop de los últimos 25 años (1985-2010). En febrero de 2010, la Recording Industry Association of America (RIAA) constató a Beyoncé como la mejor artista certificada de la década, con un total de 64 certificaciones, incluyendo álbumes, canciones digitales, tonos de llamada y videos musicales. En agosto de 2010, Beyoncé obtuvo el puesto 11 en la lista de VH1 de los 100 artistas más grandes de todos los tiempos. En 2011, la revista The Root clasificó a Beyoncé en el número 13 en su lista de los 100 afroamericanos más influyentes. En mayo de 2011, Keith Caulfield y Gary Trust de la revista Billboard, colocaron a Beyoncé en el número 17 en su lista de los compositores top 20 del Hot 100 por haber escrito y coescrito 8 sencillos que alcanzó el número 1 en el Billboard Hot 100. Fue una de las tres únicas mujeres en esa lista. En septiembre de 2011 se dio a conocer que Beyoncé había establecido un nuevo logro para el Guinness World Records, por la mayoría de tuits por segundo que había conseguido sobre su embarazo. Un año antes, Beyoncé y su marido Jay-Z también se alzaron colectivamente en el Libro Guinness de los Récords como la «poderosa pareja» que ganaba 122 millones de dólares en 2009. En octubre de 2011, la revista Prefix listó a Beyoncé en el número uno en su lista de las mejores cantantes femenina de R&B, escribiendo que «lo que es increíblemente de locos es que Beyoncé no solo puede cantar mejor que nadie, sino que también puede bailar mejor que nadie, y a diferencia de prácticamente todos los demás cantantes, puede hacer ambas cosas al mismo tiempo».
A lo largo de su carrera, Beyoncé ha recibido numerosos premios y logros. En 2007, se convirtió en la primera artista femenina en ser galardonada con el Premio de Artista Internacional en los Premios American Music. En 2008 en los World Music Awards, Beyoncé fue honrada con el Premio Leyenda por su destacada contribución a las artes. También fue honrada con un Premio Billboard del Milenio en el Billboard Music Awards de 2011 en reconocimiento de sus logros profesionales y su influencia en la industria de la música. Beyoncé es una de las artistas que más premios Grammy llegó a ganar, y ocupa el segundo lugar entre las mujeres artistas con un total de 23 premios Grammy recibidos, tanto como artista solista como también como miembro de Destiny's Child y The Carters.
Su álbum debut como solista, Dangerously in Love, fue catalogado como uno de los mejores 200 álbumes definitivos en la historia de la música por el Rock & Roll Hall of Fame.
Por su papel en Dreamgirls, Beyoncé fue nominada al Globo de Oro a la mejor canción original por "Listen" y a la mejor actriz - Comedia o musical en los Premios Globo de Oro. En 2022, «Be Alive» fue nominada al Premio Óscar a la mejor canción original, al Premio de la Crítica Cinematográfica a la mejor canción, y al Globo de Oro a la mejor canción original. Fue inducida en 2022 en el Paseo de la Fama de la Música y el Entretenimiento Afroamericanos. En 2025, ganó el Premio Primetime Emmy al mejor Mejor vestuario en un programa de televisión, no ficción o variedades; gracias a la retransmisión de Netflix, del especial navideño,  Beyoncé Bowl (2024). Además, posee varios Guinness World Records.

## Negocios y empresas

### Promociones
En 2002, Beyoncé firmó un contrato de promoción con Pepsi, que incluyó apariciones en comerciales de televisión, anuncios de radio e Internet, así como material promocional en tiendas. Un anuncio de Pepsi de 2004 con el tema «Gladiadores» presentó a Beyoncé junto a otros cantantes como Britney Spears, Pink y Enrique Iglesias, y al año siguiente junto a Jennifer Lopez y David Beckham en un anuncio de la misma compañía titulado «Samurái».
En febrero de 2010, Beyoncé lanzó su primera fragancia, Heat. En el marco de la campaña publicitaria de la fragancia, Beyoncé grabó su versión de «Fever» para los comerciales de televisión de la fragancia. En una entrevista con la revista WWD Beauty, Beyoncé explicó el concepto detrás de la fragancia, indicando su concepto de fuego: «Muchas de mis actuaciones han tenido la participación de este elemento, así que pensamos Heat. Además, el rojo es uno de mis colores favoritos, como el dorado. Todo, desde el diseño de la botella, el nombre y las ideas para los comerciales, me representan». En noviembre de 2010 se reveló que el comercial de la fragancia para televisión había sido prohibido en el Reino Unido durante el día, después de haber recibido catorce quejas de parte de espectadores. El comercial comenzaba con una imagen de Beyoncé aparentemente desnuda en una habitación, por lo que se ha considerado «demasiado sexualmente provocativo» para ser visto por los niños pequeños y no se mostraría en la televisión británica antes de las 19:30 horas.

### Líneas de moda
Beyoncé y su madre presentaron House of Deréon, un prêt-à-porter femenina contemporánea de la moda, en 2005. El concepto está inspirado en tres generaciones de mujeres de su familia, con el nombre Deréon para rendir homenaje a la abuela de Beyoncé, Agnèz Deréon, que trabajaba como costurera. De acuerdo con Tina Knowles, el estilo general de la línea es la que mejor refleja el gusto y estilo de ella y de Beyoncé. Los productos de House of Deréon recibieron exposiciones públicas en los espectáculos y giras de Destiny's Child durante su época de Destiny Fulfilled. La tienda, que está disponible en los Estados Unidos y Canadá, vende ropa deportiva, prendas de vaqueros con piel, ropa de abrigo y accesorios como bolsos y calzado. Beyoncé también se asoció con House of Brands, una empresa de calzado local, para producir una gama de calzado para House of Deréon.
En 2004, Beyoncé y su madre fundaron la compañía familiar Beyond Productions para proporcionar las licencias y gestión de la marca House of Deréon. En enero de 2008, Starwave Mobile lanzó Beyoncé Fashion Diva, un videojuego para móviles de «alto estilo» con un componente de red social en línea, en el que se encontraba la colección de House of Deréon. En julio de 2009, Beyoncé y su madre pusieron en marcha una nueva etiqueta de ropa júnior, Sasha Fierce for Deréon, para los niños en su época de regreso a la escuela. La colección, que se inspira en la presencia en el escenario de Beyoncé, consiste en ropa deportiva, ropa de abrigo, bolsos, calzado, gafas, lencería y joyería, y estaba disponible en tiendas como las de Macy's y Dillard's y las tiendas especializadas de Jimmy Jazz y Against All Odds. El 27 de mayo de 2010, Beyoncé se unió a la tienda de ropa C&A para lanzar su línea de ropa Deréon by Beyoncé en sus tiendas de Brasil.

### Filantropía
Beyoncé y su compañera de Destiny's Child Kelly Rowland, junto a la familia de la primera, pusieron en marcha la Fundación Survivor, una entidad caritativa creada para proveer viviendas transitorias para las víctimas del huracán Katrina de 2005 y los evacuados de la tormenta en el área de Houston (Texas). La Fundación Survivor extendía de esta manera la misión filantrópica del Knowles-Rowland Center for Youth, una instalación comunitaria de propósito múltiple situada en el centro de Houston. Beyoncé donó 100.000 dólares al Gulf Coast Ike Relief Fund, un fondo de ayuda que beneficiaba a las víctimas del huracán Ike en el área de Houston. También organizó una recaudación de fondos benéfica para la asistencia de víctimas del huracán Ike a través de la Fundación Survivor. En 2005, el productor musical David Foster, su hija Amy Foster-Gillies y Beyoncé escribieron «Stand Up for Love», que serviría como el himno del Día mundial del Niño, un evento que se celebra anualmente en todo el mundo el 20 de noviembre para crear conciencia y fondos para las causas infantiles en todo el mundo. Destiny's Child prestó sus voces y apoyo como embajadores globales para el programa del Día mundial del Niño 2005. Beyoncé realizó colectas de alimentos durante las paradas de la gira The Beyoncé Experience en Houston el 14 de julio, en Atlanta el 20 de julio, en Washington D. C. el 9 de agosto, en Toronto el 15 de agosto, en Chicago el 18 de agosto y en Los Ángeles el 2 de septiembre de 2006.

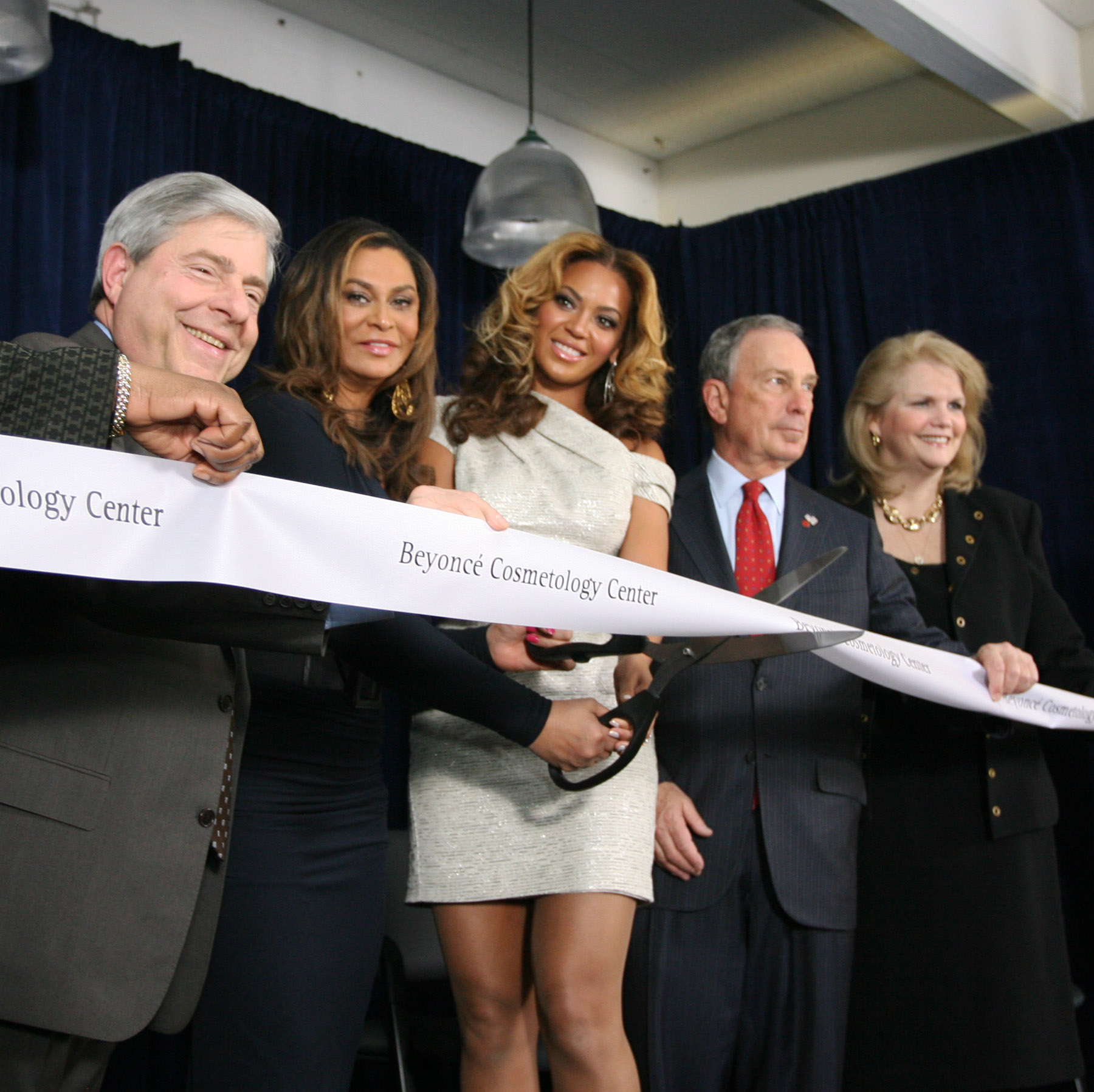
Beyoncé (centro) y su madre Tina (izquierda) en la inauguración del Centro de Cosmetología Beyoncé el 5 de marzo de 2010.

El 4 de octubre de 2008, Beyoncé asistió al Diamond Ball & Private Concert del Miami Children's Hospital en el American Airlines Arena de Miami, donde fue incluida en el Salón de la Fama Internacional de Pediatría. Ethan Bortnick, de 7 años, interpretó y le dedicó «Over the Rainbow» a Beyoncé. Después de completar el trabajo en Cadillac Records (2008), Beyoncé donó todo su salario a Phoenix House, una organización de centros de rehabilitación en todo el país. Beyoncé visitó la sede de Brooklyn (Nueva York), en preparación de su papel de la cantante Etta James, que una vez había sido adicta a la heroína. Durante este tiempo grabó con varios artistas «Just Stand Up!», un sencillo de caridad para la organización caritativa Stand Up to Cancer. Junto a Beyoncé estaban en la canción Mariah Carey, Leona Lewis, Rihanna, LeAnn Rimes y Mary J. Blige, entre otras. Beyoncé también se unió a la iniciativa de alivio al hambre «Show Your Helping Hand» y al General Mills Hamburger Helper. El objetivo era ayudar a Feeding America a entregar más de 3,5 millones de comidas a los bancos de alimentos locales. Beyoncé alentó a sus fanáticos a llevar comestibles no perecederos a las paradas de su gira de conciertos en Estados Unidos. En enero de 2010, Beyoncé participó en el Hope for Haiti Now: A Global Benefit for Earthquake Relief. Apareció en Londres con Jay-Z, Rihanna, y Bono y The Edge de U2, en donde realizó una versión a piano de «Halo». Beyoncé fue nombrada la cara oficial de la camiseta de edición limitada «Fashion for Haiti» por el consejo de diseñadores de moda de los Estados Unidos. La camiseta, en donde decía «To Haiti with Love», fue diseñada por Peter Arnell, autor también de la camiseta «Fashion for America» que había recaudado 2 millones de dólares después del 9/11.
El 5 de marzo de 2010, Beyoncé y su madre, Tina Knowles, abrieron el Centro de Cosmetología Beyoncé en el Phoenix House de Brooklyn. El programa ofrece un curso de capacitación en cosmetología de siete meses para hombres y mujeres. L'Oréal donó todos los productos para ser utilizados en el centro, y Beyoncé, junto con su madre, se comprometieron a hacer una donación de 100.000 dólares al año. En abril de 2011, Beyoncé unió fuerzas con la primera dama de los Estados Unidos, Michelle Obama, y la Fundación de Educación de la Asociación Nacional de Radiodifusores para ayudar a impulsar su campaña contra la obesidad infantil. Para la iniciativa Let's Move! Flash Workout, Beyoncé reelaboró su sencillo «Get Me Bodied» (2007) y le cambió el título a «Move Your Body». El 9 de abril de 2011 se lanzó en línea un vídeo instructivo con un grupo de adolescentes bailando «Move Your Body». El 26 de abril de 2011, Beyoncé lanzó un video con su propia versión de ejercicios. Después de la muerte de Osama bin Laden, Beyoncé lanzó un sencillo de caridad titulado «God Bless the USA» para ayudar a recaudar fondos para el Fondo Benéfico para Hijos y Viudas de la Policía y los Bomberos de Nueva York. La canción fue originalmente lanzada en 1984 por el músico country Lee Greenwood. Su popularidad aumentó después de los atentados del 11 de septiembre de 2001, y se relanzó después de la invasión de Irak de 2003.

## Discografía
| Álbumes de estudio - 2003: Dangerously in Love - 2006: B'Day - 2008: I Am... Sasha Fierce - 2011: 4 - 2013: Beyoncé - 2016: Lemonade - 2022: Renaissance - 2024: Cowboy Carter Bandas sonoras - 2019: The Lion King: The Gift | Álbumes en directo - 2019: Homecoming: The Live Album Con Destiny's Child - 1998: Destiny's Child - 1999: The Writing's on the Wall - 2001: Survivor - 2001: 8 Days of Christmas - 2004: Destiny Fulfilled Con The Carters - 2018: Everything Is Love (con Jay-Z) |

## Filmografía
| Películas - 2001: Carmen: A Hip Hopera - 2002: Austin Powers in Goldmember - 2006: La Pantera Rosa - 2006: Dreamgirls - 2009: Obsessed - 2013: Epic (papel de voz) - 2016: Lemonade (también directora) - 2019: El rey león (papel de voz) - 2020: Black Is King (también directora) - 2024: Mufasa: El Rey León (papel de voz) | Películas de concierto - 2010: I Am... World Tour - 2011: Live at Roseland - 2013: Live in Atlantic City - 2019: Homecoming: A Film by Beyoncé - 2023: Renaissance: A Film by Beyoncé |

## Giras y residencias

### Giras
- Dangerously in Love Tour (2003)
- The Beyoncé Experience (2007)
- I Am... Tour (2009-2010)
- The Mrs. Carter Show World Tour (2013-2014)
- The Formation World Tour (2016)
- Renaissance World Tour (2023)
- Cowboy Carter Tour (2025)

### Giras compartidas
- Verizon Ladies First Tour (con Alicia Keys y Missy Elliott) (2004)
- On the Run Tour (con Jay-Z) (2014)
- On the Run II Tour (con Jay-Z) (2018)

### Residencias de conciertos
- I Am... Yours (2009)
- Live at Roseland: Elements of 4 (2011)
- 4 Intimate Nights with Beyoncé (2011)
- Revel Presents: Beyoncé Live (2012)